# Heiligste Dreifaltigkeit (Augsburg)

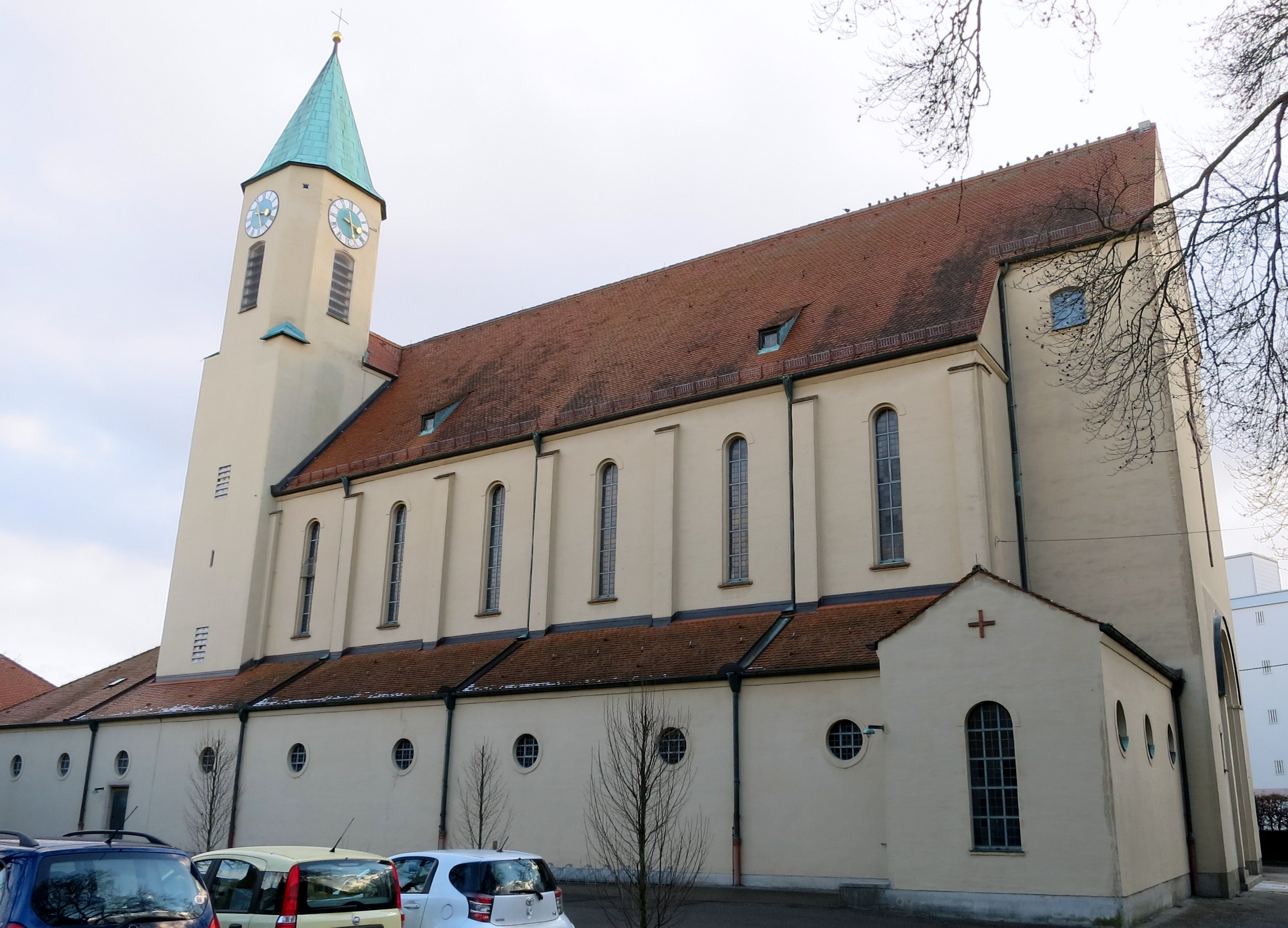
Die Kirche Heiligste Dreifaltigkeit im Jahr 2018

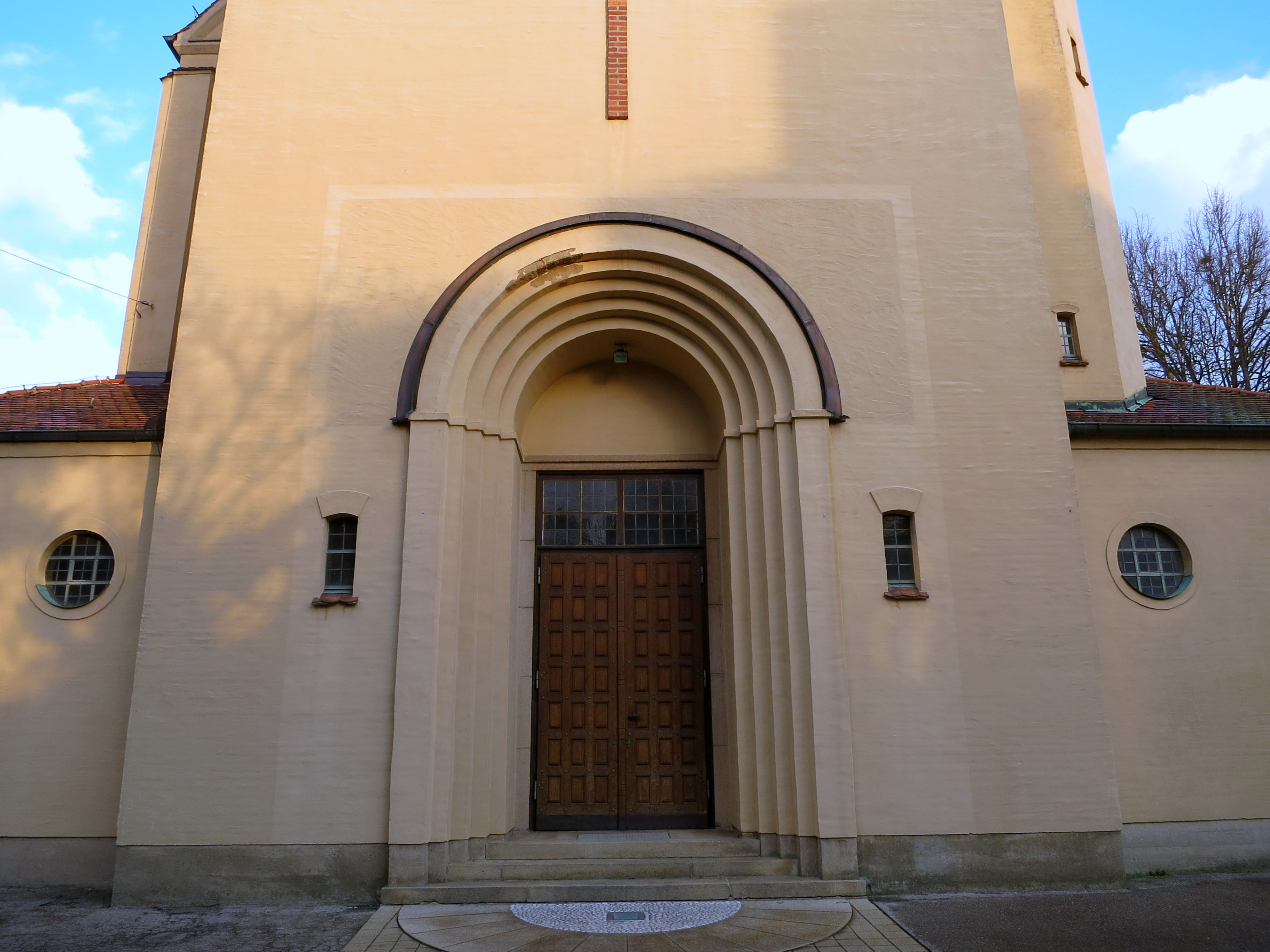
Das Kirchenportal

Die katholische Pfarrkirche Heiligste Dreifaltigkeit ist die älteste Kirche in Augsburg-Kriegshaber. Ihr Patrozinium lautet „Allerheiligste Dreifaltigkeit“. Ursprünglich neugotisch, ist die denkmalgeschützte Kirche nach baulichen Veränderungen, Zerstörung und Wiederaufbau heute in einem Zustand ohne eindeutigen Baustil.
Die Kriegshaberer Dreifaltigkeitskirche gehört zum Dekanat Augsburg II. Seit dem Jahr 2005 bildet sie zusammen mit der Kirche St. Thaddäus die Pfarreiengemeinschaft Augsburg-Kriegshaber.

## Lage
Die Kirche befindet sich im alten Ortskern von Kriegshaber. Sie liegt auf der Südseite der Ulmer Straße, schräg gegenüber der Synagoge Kriegshaber, nahe der Kreuzung der Ulmer Straße mit der Kriegshaberstraße und der Neusässer Straße.

## Geschichte

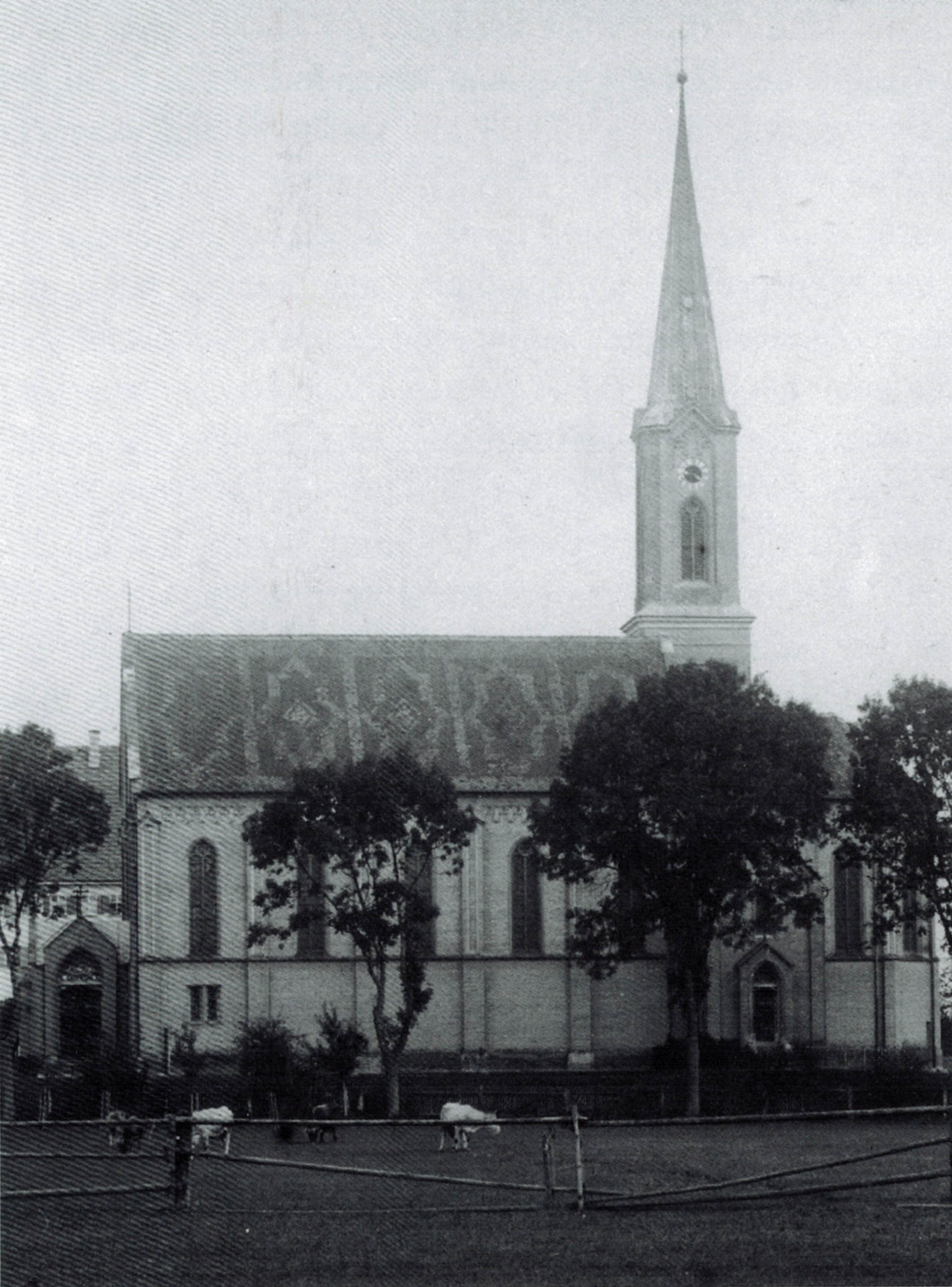
Die Kirche im Ursprungszustand, neugotisch

### Katholische Kapellen in Kriegshaber
Das Dorf Kriegshaber vor den Toren Augsburgs hatte zunächst keine eigene Kirche. Seine katholischen Einwohner gehörten dem Pfarrbezirk von St. Peter und Paul im östlich gelegenen Nachbardorf Oberhausen an.
Es gab jedoch in Kriegshaber seit dem Jahr 1689 eine katholische Kapelle „Mariä Heimsuchung“. Diese Kapelle wurde 1717 abgebrochen und durch den Neubau einer größeren Kapelle mit demselben Patrozinium an einem anderen Ort ersetzt (nordwestlich der Kreuzung Ulmer Straße/Neusässer Straße). 1816 wurde diese nochmals vergrößert.
In den Jahren 1883/1885, nach dem Bau der Kirche, wurde die Kapelle abgerissen, da sie baufällig war. Ihr barocker Altar ist jedoch erhalten und wird als „Marstaller Altar“ an Fronleichnam verwendet. Zwei Ölbilder kamen in die Seitenkapelle der Westheimer Kobelkirche und Statuen der zwölf Apostel in die Pfarrkirche St. Gallus in Steppach. Letzte Teile des Kapellengebäudes blieben noch bis nach 1920 erhalten.

### Bau der Kirche
Im Jahr 1858 wurde nordöstlich der Kreuzung Ulmer Straße/Neusässer Straße ein Friedhof eingeweiht, da der Friedhof in Oberhausen an seine Kapazitätsgrenze gelangt war. Im folgenden Jahr wurde in Kriegshaber eine Expositur gegründet und diese 1864 zu einer eigenen Pfarrei erhoben. 1866 begann man mit dem Bau der Pfarrkirche im neugotischen Stil unter dem Augsburger Architekten Max Treu. Es handelt sich bei dem Backsteinbau um einen Standardentwurf des Architekten, sehr ähnlich dem von St. Ulrich in Königsbrunn. Die Kirche wurde am 31. Mai 1868 benediziert und am 21. September 1873 geweiht.
Das Kirchenschiff bekam eine Breite von 16 und eine Länge von 24 Meter, der Chorraum eine Breite von 8 und eine Länge von 12 Meter. Die Außenwände wurden auf eine Höhe von 12 Meter hochgezogen und darauf ein Satteldach gesetzt. Der Kirchturm hatte ursprünglich eine Höhe von 46 Meter und besaß eine steilere Turmspitze als heute.
Die ursprüngliche Ausstattung der Kirche enthielt einen neugotischen Choraltar, den der Augsburger Schreiner und Bildhauer Karl Ebner schuf. Diesen schmückte ein Altarbild der Heiligsten Dreifaltigkeit, gemalt von Liberat Hundertpfund. Der Münchner Bildhauer Johann Riedmiller gestaltete dazu die Figuren. Die beiden 1872 hinzugefügten neugotischen Nebenaltäre, im Süden der Marienaltar und im Norden der Josephsaltar, stammen ebenfalls von der Hand Ebners und Hundertpfunds. Karl Ebner schuf außerdem auch eine neugotische Kanzel und zwei Beichtstühle.

### Weitere Ausgestaltung

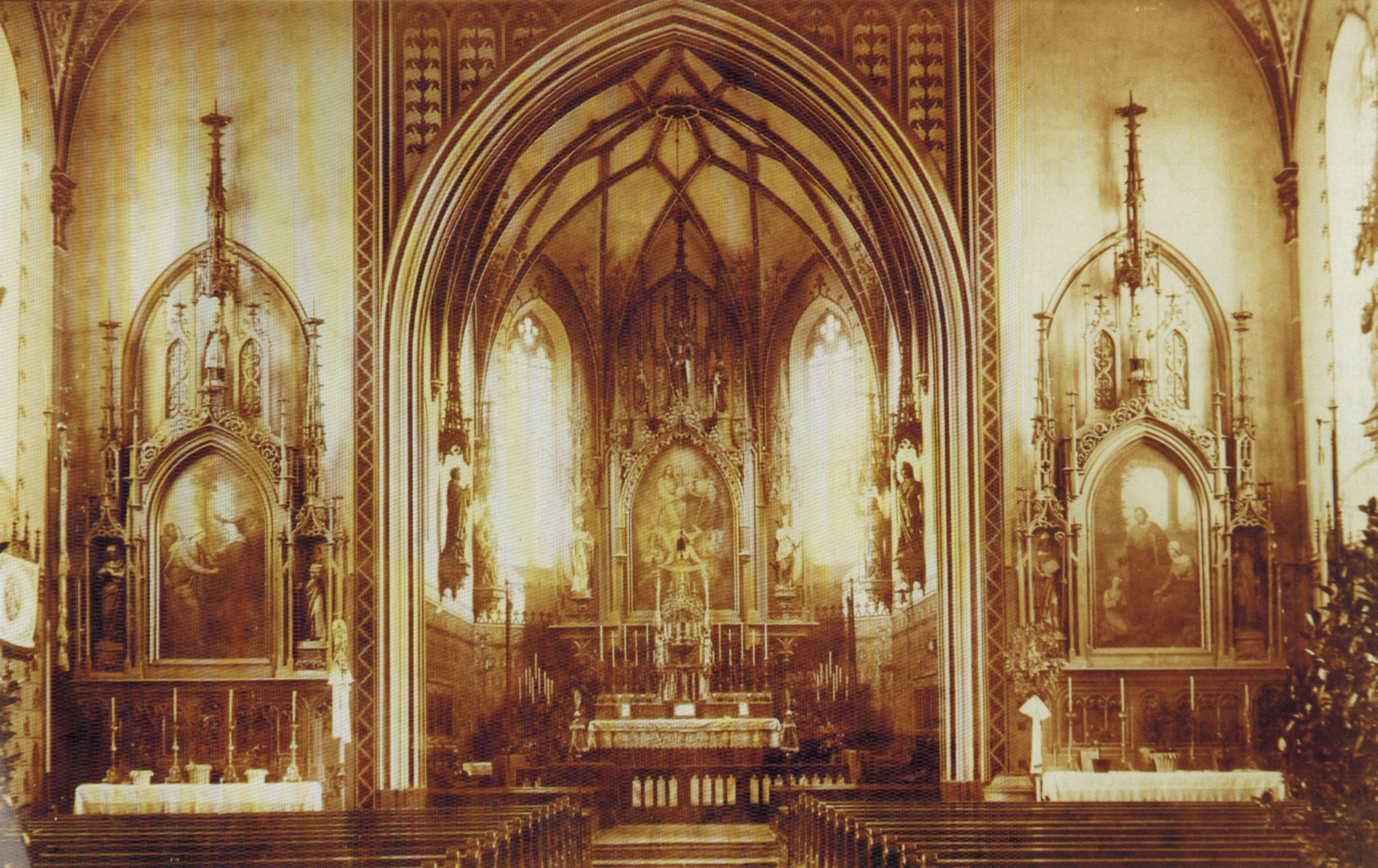
Das Innere der Kirche im Ursprungszustand, neugotisch

1881 wurde der bestehende gemalte Kreuzweg durch einen aus Flachreliefs ersetzt. 1892 baute man einen neuen Tabernakel (von Karl Saumweber) mit Reliefs und Engelsfiguren von Max Fahrnberger ein. Von 1896 bis 1898 folgten mit Spitztürmen bekrönte Apostelfiguren aus dem Augsburger Bildhaueratelier Karl Port, die im Chorraum und zwischen den Fenstern im Langhaus angebracht wurden. 1903 wurden dem Chorraum zwei bunte Glasfenster mit Darstellungen der Taufe Christi und der Verkündigung des Herrn hinzugefügt, die aus der Münchner Glasmalerei Franz Xaver Zettlers stammten. 1906 überarbeitete der Kriegshaber Maler Josef Becher die Ausmalung der Kirche. Dabei wurden die bisher gemalten Kapitelle nun massiv ausgeführt. Die gekehlte Decke erhielt ein Deckengemälde des Malers Degenhart, das die Krönung Mariens darstellte. Der Boden des Gottesdienstraums wurde mit Solnhofener Platten belegt.

### Umgestaltungen (veränderter Kirchturm und Versachlichung)
Die Kirche wurde 1925 bis 1929 durch Michael Kurz teilweise umgestaltet, der auch Baumeister mehrerer anderer Augsburger Kirchen ist (Herz-Jesu-Kirche, St. Anton, St. Joseph, St. Konrad). Zu diesen Umbauten gehört ein neuer Emporenaufgang. Da der 46 Meter hohe Kirchturm, dessen Spitzhelm 13 Meter maß, baufällig geworden war, musste er 1929 bis zum Boden des Glockenstuhls abgetragen werden. Nach Plänen von Kurz wurde der Turm in sachlichem Stil mit einem weniger steilen Spitzhelm auf die heutige Höhe von 37 Metern wieder aufgebaut. Dabei wurde er mit einer neuen Turmuhr ausgestattet. Bei der Außenrenovierung verlor das Kirchenschiff seine neugotischen Fensterbandgesimse und Maßwerke, die nur bei den Fenstern erhalten blieben. Das rote Backsteinmauerwerk wurde verputzt und das ursprünglich mit einem Ziermuster gedeckte Dach ohne Verzierungen neu eingedeckt.
Im Rahmen einer Renovierung von 1936 bis 1941, die der Augsburger Architekt Karl Ostertag leitete, wurde schließlich auch die neugotische Inneneinrichtung entfernt. Die neugotischen Holzaltäre mit ihren Aufbauten, Bildern und Figuren wurden durch neue aus Marmor ersetzt. Vom Münchner Bildhauer Oswald Hofmann geschaffene Figuren der vier lateinischen Kirchenväter wurden seitlich des zentralen Tabernakels des neuen Hauptaltars aufgestellt. Davon stehen Augustinus und Ambrosius heute in der Taufkapelle. Ebenfalls von Hofmann stammt eine über dem Hauptaltar angebrachte Dreifaltigkeitsgruppe, sowie eine Heilig-Geist-Plastik für den Schalldeckel einer neuen Kanzel mit Figuren der vier Evangelisten. Zwei davon sind heute in der Seitenkapelle angebracht. Ebenfalls neugestaltet wurden die Kommunionbank und die Seitenaltäre.
Die ursprünglichen Altarbilder der Seitenaltäre befinden sich heute im Sitzungszimmer des Pfarrhauses.

### Zerstörung im Zweiten Weltkrieg und Wiederaufbau
Im Zweiten Weltkrieg wurde die Kirche bei einem Bombenangriff auf Augsburg am 16. Juli 1944, einem Sonntag, durch Spreng- und Brandbomben weitgehend zerstört. Der Kirchturm und der Chorraum blieben stehen, aber der Rest der Kirche war bis auf die Westwand dem Boden gleichgemacht. Die Dreifaltigkeitsgruppe blieb erhalten und hängt bis heute über dem Altar.

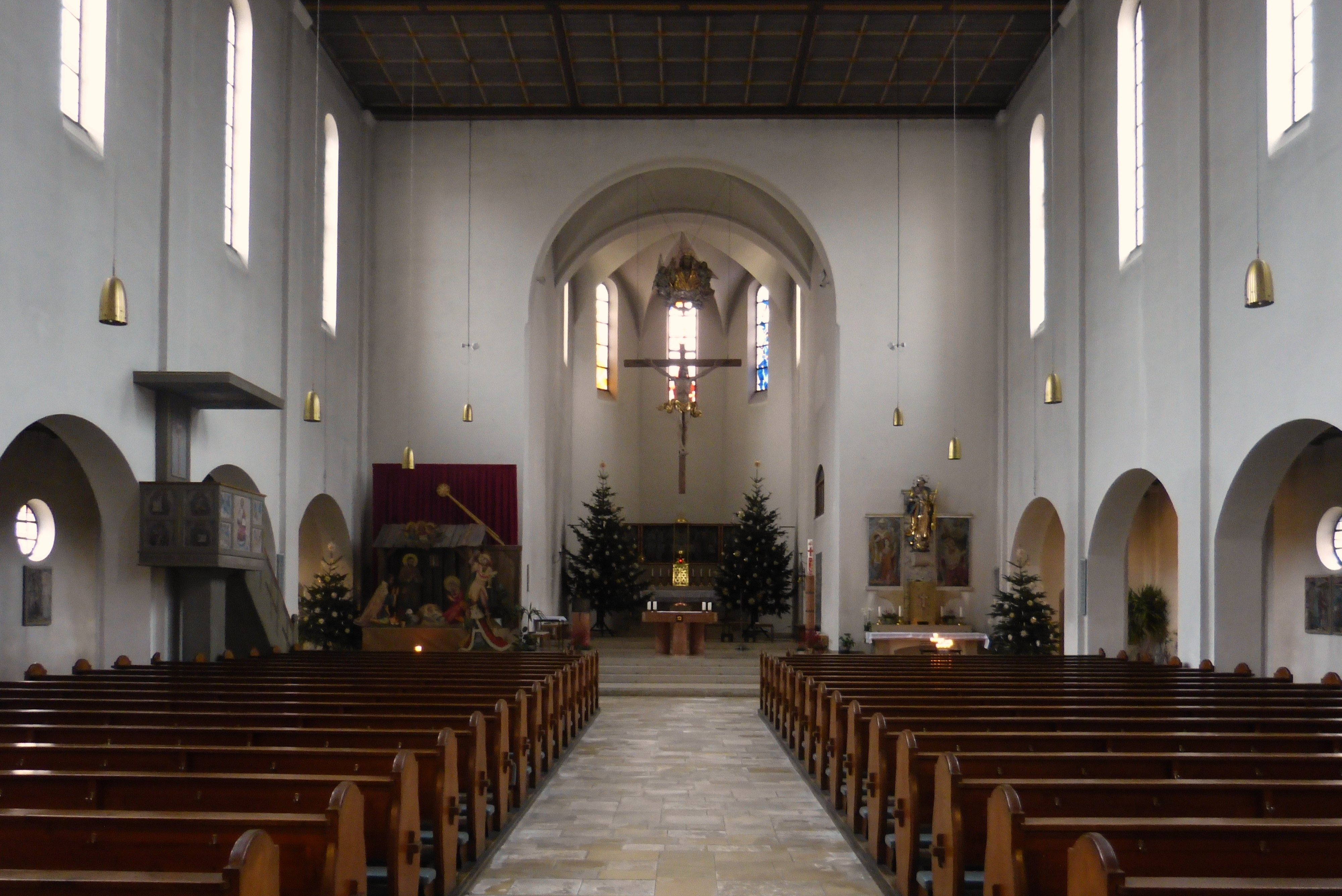
Innenraum (2018)

Ab 1948 begann der Abbruch der Ruinenreste und der Wiederaufbau der Kirche an derselben Stelle unter der Leitung von Michael Kurz. Dabei konnten die Fundamente und Ziegelsteine wiederverwendet werden. Beim Wiederaufbau wurden zwei Seitenschiffe hinzugefügt und das Langhaus um ein Joch auf sechs Joche verlängert, wobei die erhaltene Westwand entfernt wurde. Dadurch konnte die Zahl der Sitzplätze von 350 auf 450 vergrößert werden. Die vor der Zerstörung spitzbogigen Fenster wurden im Neubau als Rundbogenfenster ausgeführt, die Seitenschiffe erhielten Rundfenster. Das Mauerwerk und der Dachstuhl des Chors wurden ebenfalls abgetragen und neu gebaut.
1950 konnte die Kirche durch Bischof Joseph Freundorfer ein zweites Mal geweiht werden. 1958/1959 wurde sie mit Werken des Kriegshaberer Kirchenmalers Karl Radinger neu ausgestaltet, der einen neuen Hochaltar, eine Kanzel, einen Kreuzweg und eine große Weihnachtskrippe nach Tiroler Vorbild schuf.

### Renovierungen und Umgestaltungen

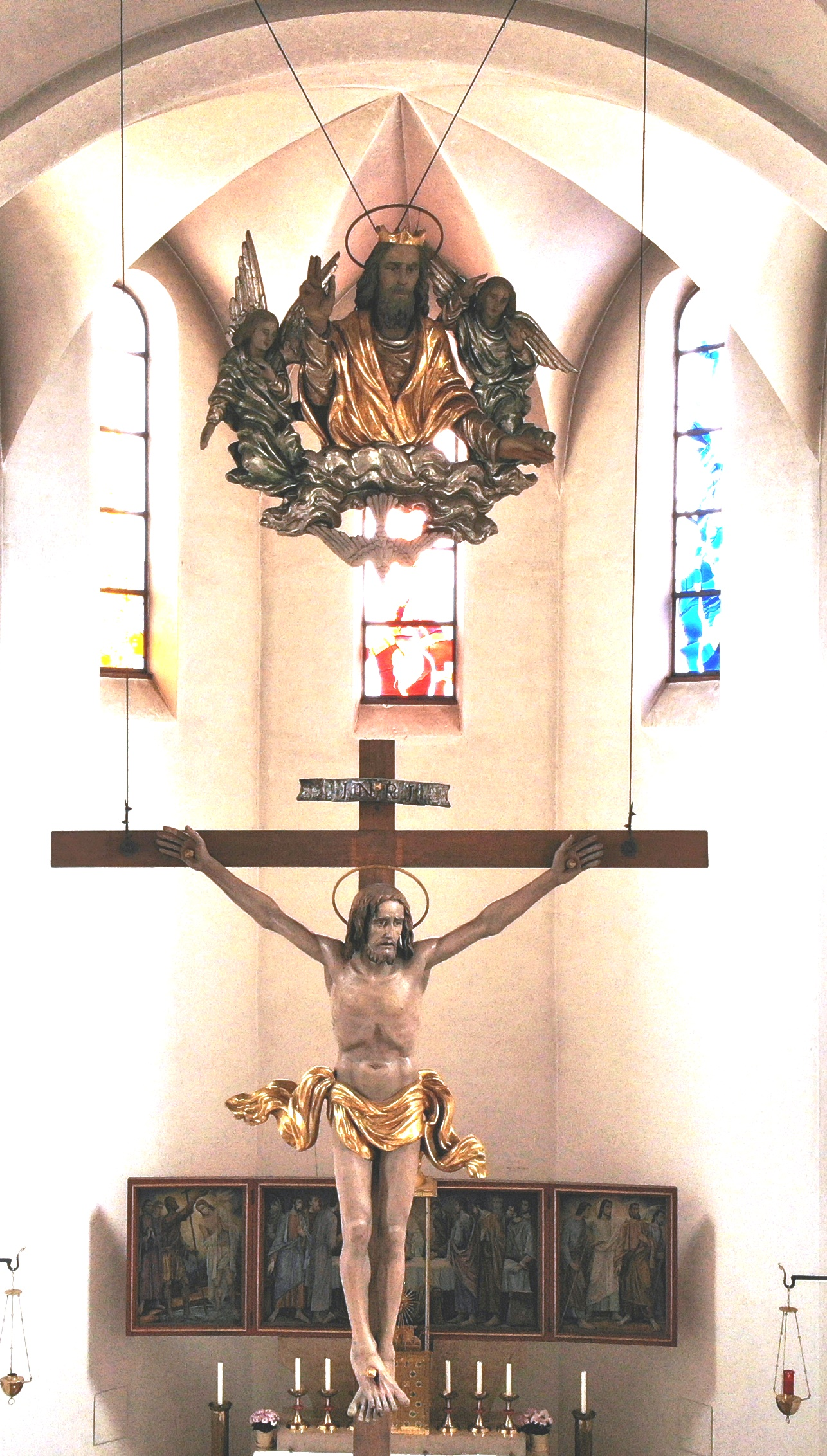
Die Hlgst. Dreifaltigkeit und Kreuz über dem Chorraum

1965 wurde unter der Leitung des Neusäßer Architekten Karl Sendlinger der Altarraum umgestaltet und dabei, den liturgischen Veränderungen des Zweiten Vatikanischen Konzils entsprechend, ein einfacher provisorischer Volksaltar aus Holz errichtet. Dieser wurde 1972 durch einen künstlerisch gestalteten Volksaltar ersetzt.
Nach dem Wiederaufbau waren die Backsteine zunächst geschlämmt, so dass sich die gemauerte Steinstruktur noch zeigte. 1980 wurde ein durchgehender Putz aufgebracht, der das Mauerwerk verbirgt. Eine Seitenkapelle wurde 1982 errichtet, die der Augsburger Künstler Georg Bernhard ausmalte. Unter seiner Leitung wurde die Kirche 1987/1988 innen renoviert, wobei der Altar durch einen neuen Volksaltar aus rotem Marmor ersetzt wurde. Bernhard schuf dazu passend einen neuen Ambo und Osterkerzenleuchter aus dem gleichen Material sowie neue Kirchenfenster im Altarraum. Ein drittes Fenster wurde im Chorscheitel hinzugefügt. Die bis dahin dort angebrachte Dreifaltigkeitsgruppe wurde nun über dem Altar schwebend montiert. Die drei neuen Fenster in der Apsis symbolisieren mit jeweils einer Farbe die Dreifaltigkeit: links gelb (Gott Vater), in der Mitte rot (Gott Sohn) und rechts blau (heiliger Geist).
Im Jahr 2000 wurde eine Lourdes-Kapelle eingeweiht. Von 2004 bis 2007 fanden verschiedene Sanierungen statt.

## Baubeschreibung
Die Kirche ist eine dreischiffige, nach Osten ausgerichtete Basilika mit eingezogenem Chor, Querhaus und nördlichem Turm mit Spitzhelm. Das Mittelschiff hat eine Breite von 16 Metern, dies entspricht der Gesamtbreite des einschiffigen Vorgängerbaus. Die als Flure dienenden Seitenschiffe haben eine Breite von je 3 Metern. Die Gesamtbreite der heutigen Kirche ist damit 22 Meter. Das Hauptschiff hat eine Länge von 27 Metern und die Vorhalle eine Länge von 4 Metern. Die Höhe des Mittelschiffs ist 13,50 Meter und die der Seitenschiffe 4,50 Meter. Zwischen dem Mittelschiff und den Seitenschiffen sind Segmentbogenarkaden. Die Seitenwände sind durch raumhohe Pfeiler mit Kapitellen gegliedert.
Den Abschluss an der Westfassade bildet eine rundbogige Portalanlage. In die Vorhalle schneidet ein Portal aus Ziegelsplittbeton ein. Ein kleines Treppentürmchen im Südwesten erschließt den Zugang zur Orgelempore. Der 37 Meter hohe Kirchturm hat im unteren Bereich einen quadratischen Querschnitt, im oberen einen unregelmäßig achteckigen. Die Helmspitze ist aus Kupfer. Vom Turm aus ist nach Süden ein Querhaus mit Satteldach gebaut, das ursprünglich (1945) als Basis für einen zweiten Turm gedacht war, der aber nicht gebaut wurde. Das Satteldach des Hauptschiffs ist 23 Meter hoch. Die Seitenschiffe haben niedrige Pultdächer.
Der Chorraum hat eine Länge von 12 Metern und eine Breite von 8 Metern. Der Chorschluss ist polygonal. Über dem Chor ist ein Kreuzgratgewölbe, über der Apsis ein Schalengewölbe mit Stichkappen. Im Norden des Chors befindet sich eine Seitenkapelle, im Süden des Chors die Sakristei, im Osten des Chors ein Lagerraum. Zusammen mit den Anbauten hat die Kirche eine Gesamtlänge von 47 Metern.
Die Empore wird von einer fünfteiligen Rundbogenarkade gestützt. Das Mittelschiff hat eine Kassettendecke, die nach der Vorlage des Malers Lothar Schwink mit Kaseinfarbe in Braun- und Rottönen gestrichen ist. Die Seitenschiffe haben eine einfache Holzdecke. Der Boden ist mit Solnhofer Platten belegt, wie schon im Vorgängerbau.
Das Gebäude ist innen verputzt und geweißelt, außen verputzt und ockerfarben gestrichen.

## Ausstattung

### Altäre

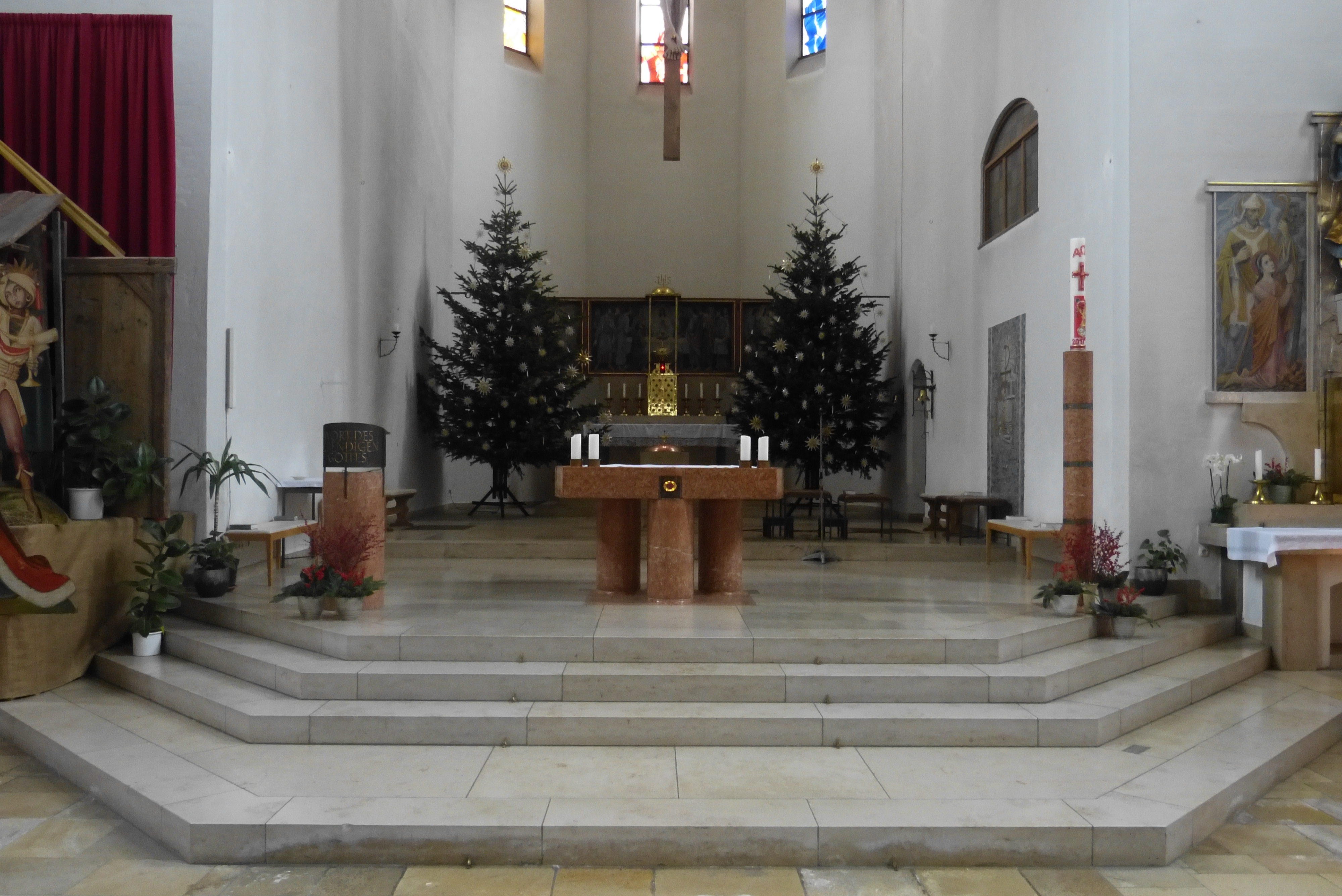
Der Chorraum

Der nach dem Wiederaufbau 1958/1959 geschaffene Altar im Chorscheitel wurde mit rechteckigen Flügelaltarbildern von Karl Radinger gestaltet, ebenso die beiden Seitenaltäre: der Marienaltar im Süden und der Josefsaltar im Norden. Radinger stimmte die Motive der vier Seitenaltarbilder so aufeinander ab, dass auf jedem je eine männliche Heiligenfigur hinter einer weiblichen steht (mit einer Ausnahme, wo anstatt einer Frau ein Knabe dargestellt ist).
Die geschnitzte Figur des Marienaltars ist aus der Barockzeit, der Bildhauer ist unbekannt. Das linke Seitenbild des Marienaltars zeigt Ulrich von Augsburg und Afra von Augsburg. Auf dem rechten Seitenbild des Marienaltars stellte der Maler Niklaus von Flüe und Elisabeth von Thüringen dar.
Die geschnitzte Figur des Josefsaltars ist nicht original barock, sondern wurde im Jahr 1955 stilistisch passend zur Marienfigur vom Bildhauer Guido Martini gefertigt. Das linke Seitenbild des Josefsaltars zeigt Petrus Canisius und Barbara von Nikomedien, das rechte Christophorus mit dem Jesuskind und Tarzisius.
Der mittig im vorderen Bereich des Chors stehende Volksaltar besteht aus rotem Marmor.

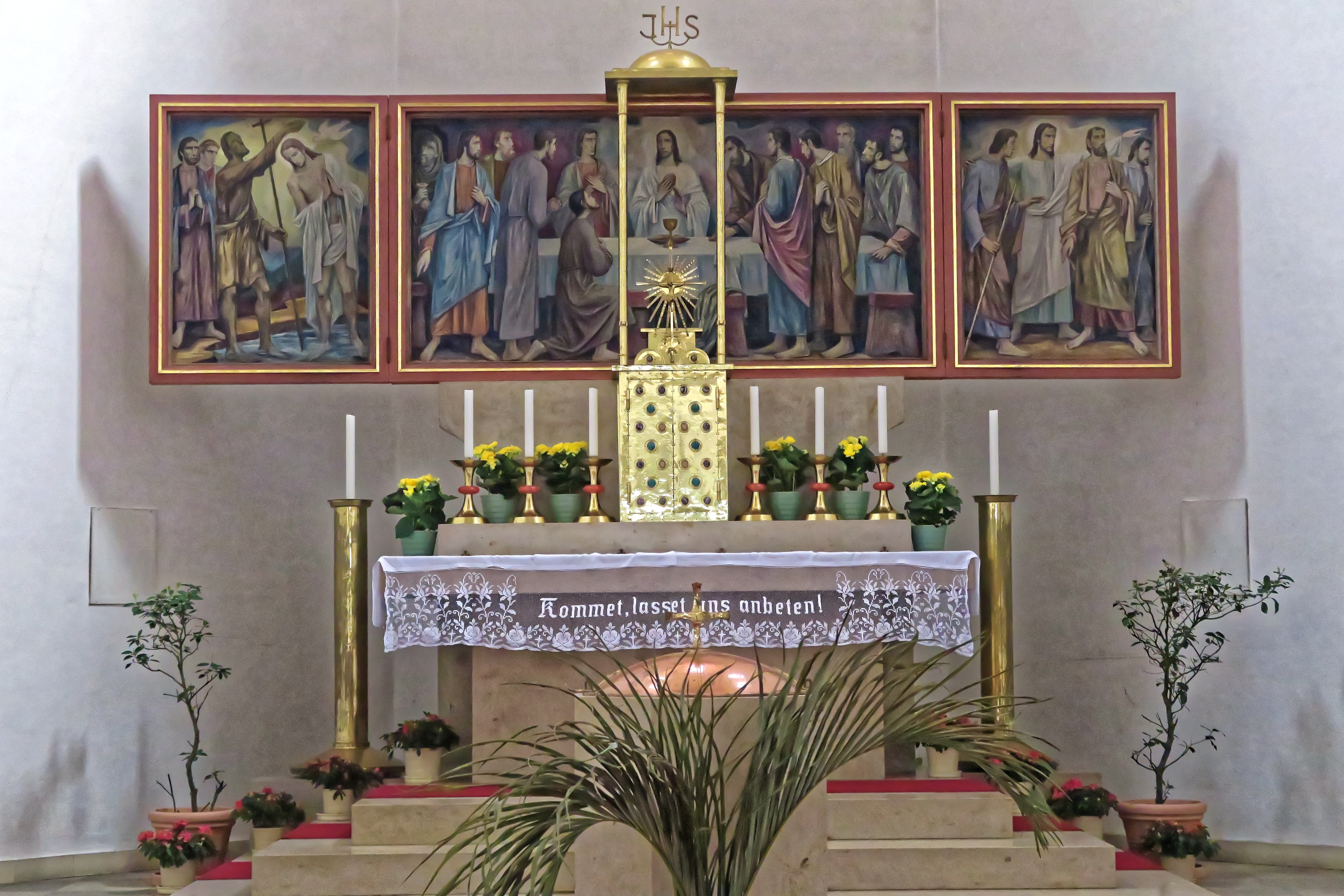
Der Hauptaltar mit Flügelaltarbildern von Karl Radinger
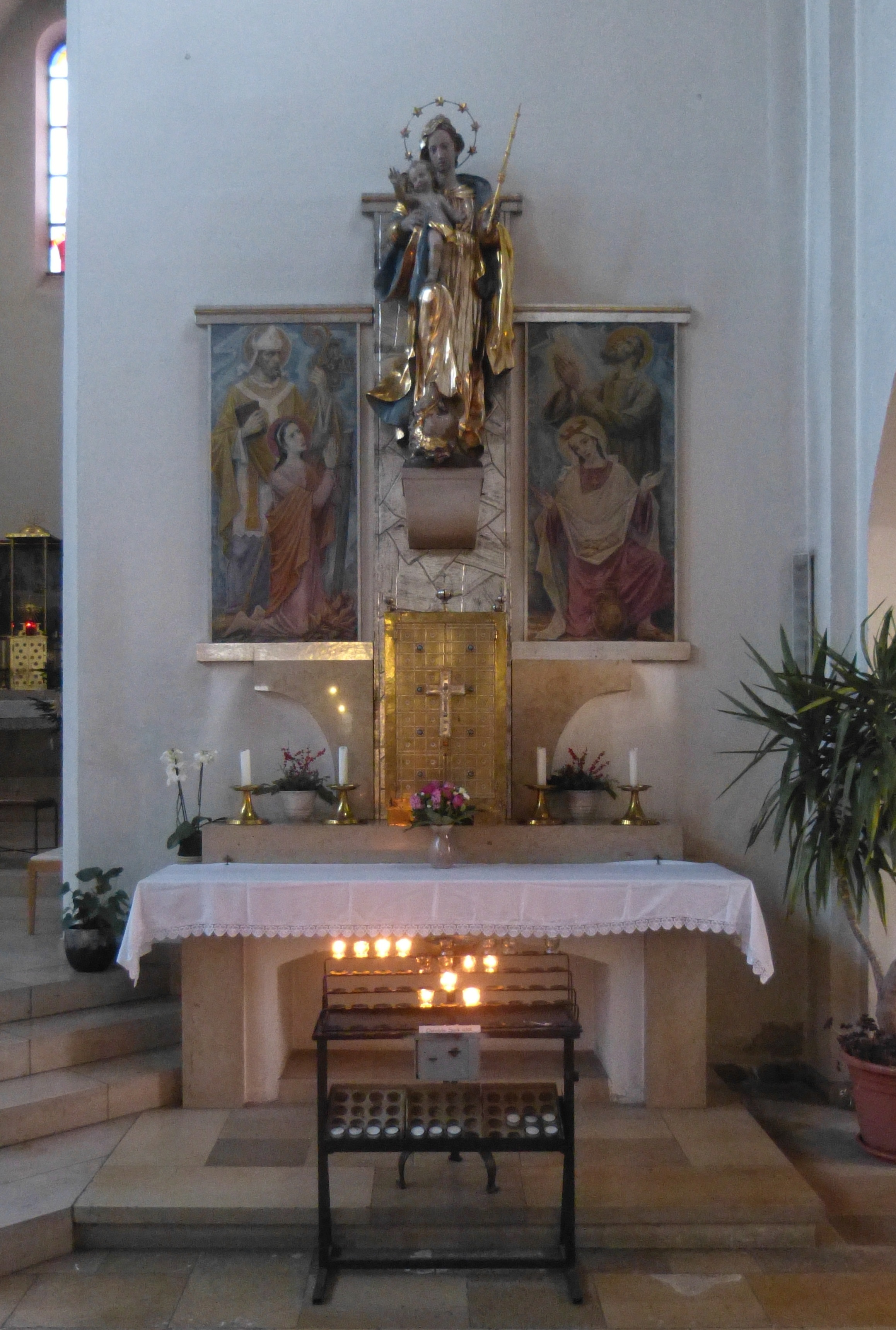
Der Marienaltar. Seitenbilder von Karl Radinger
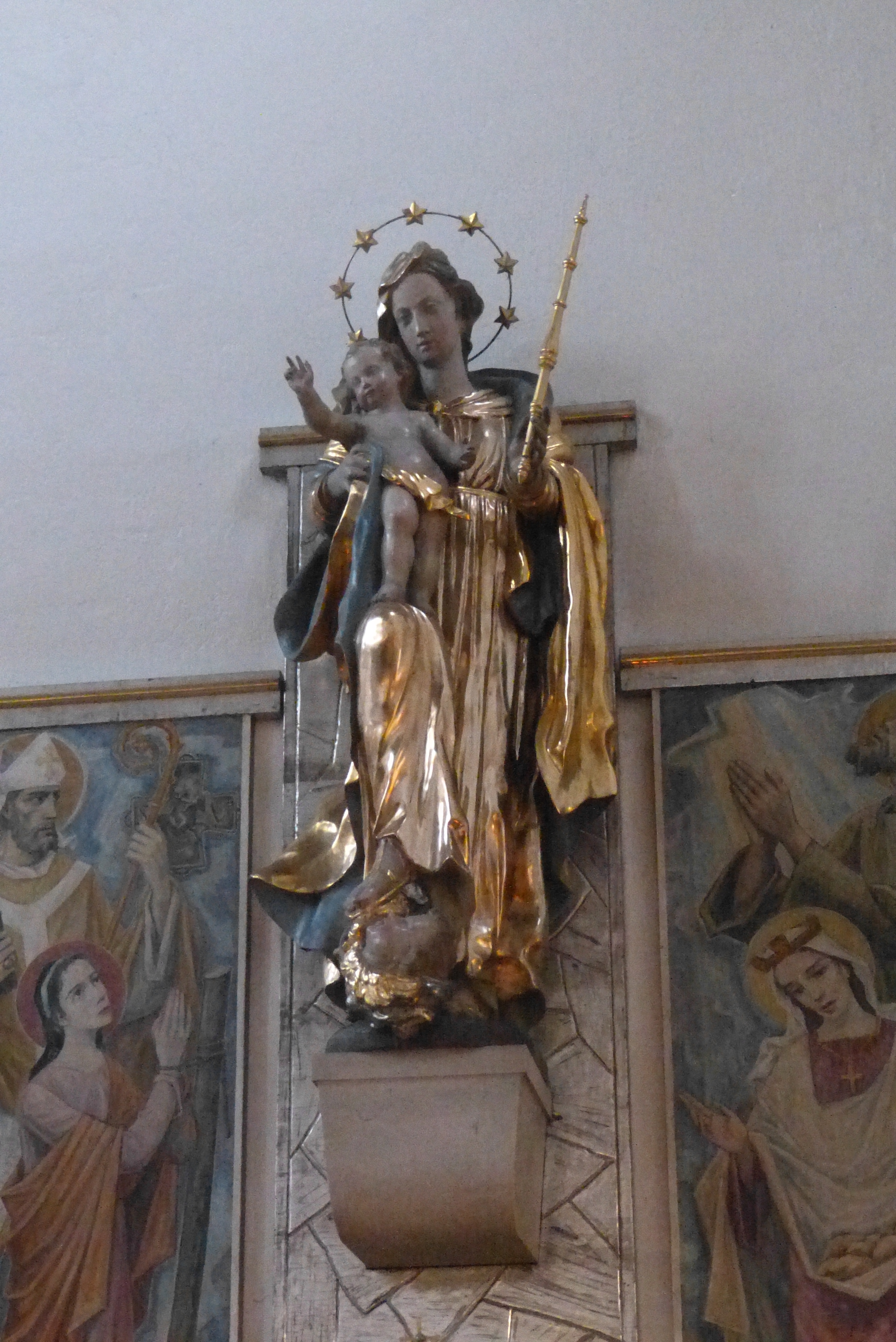
Barocke Marienfigur, 1954 restauriert
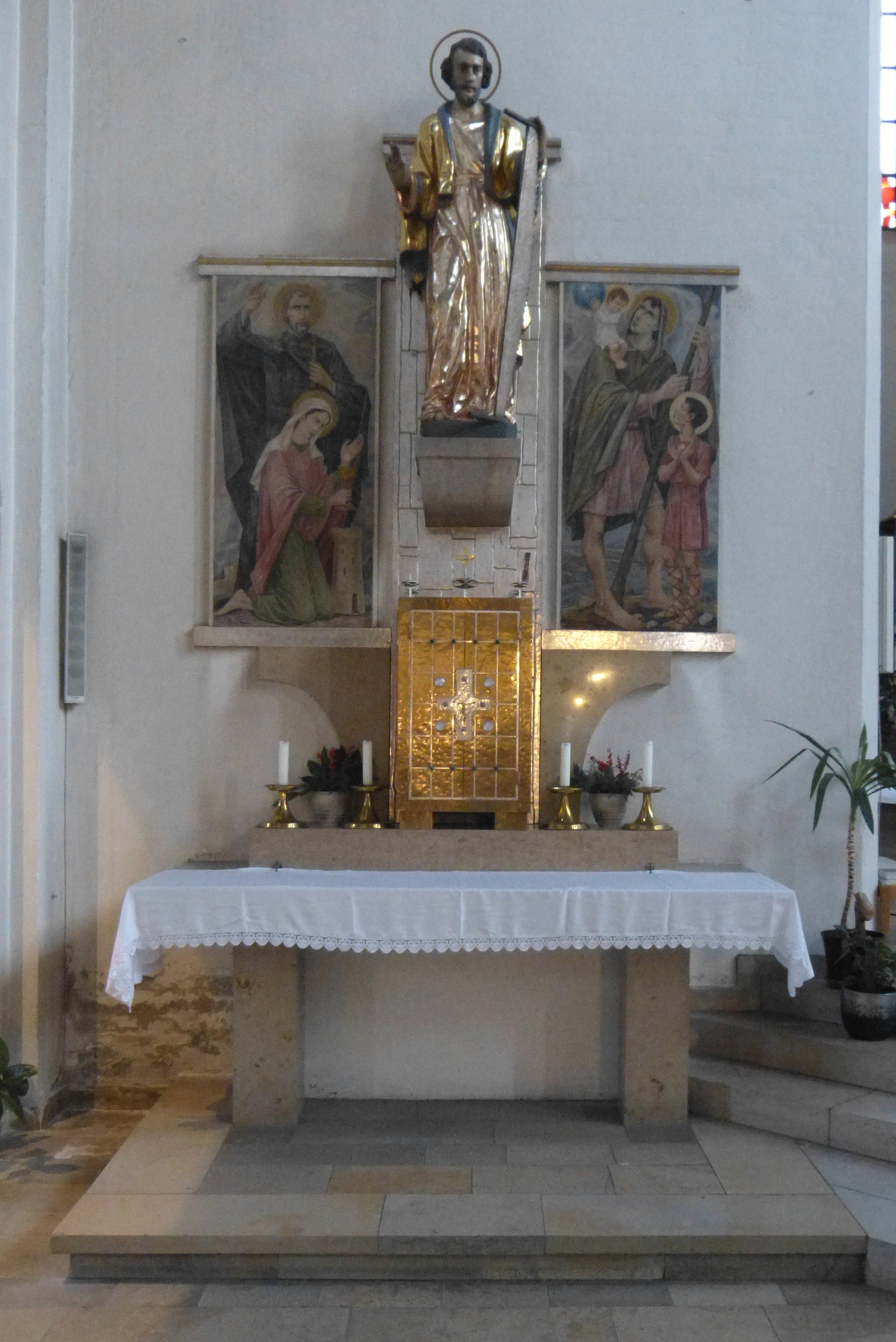
Der Josefsaltar. Seitenbilder von Karl Radinger
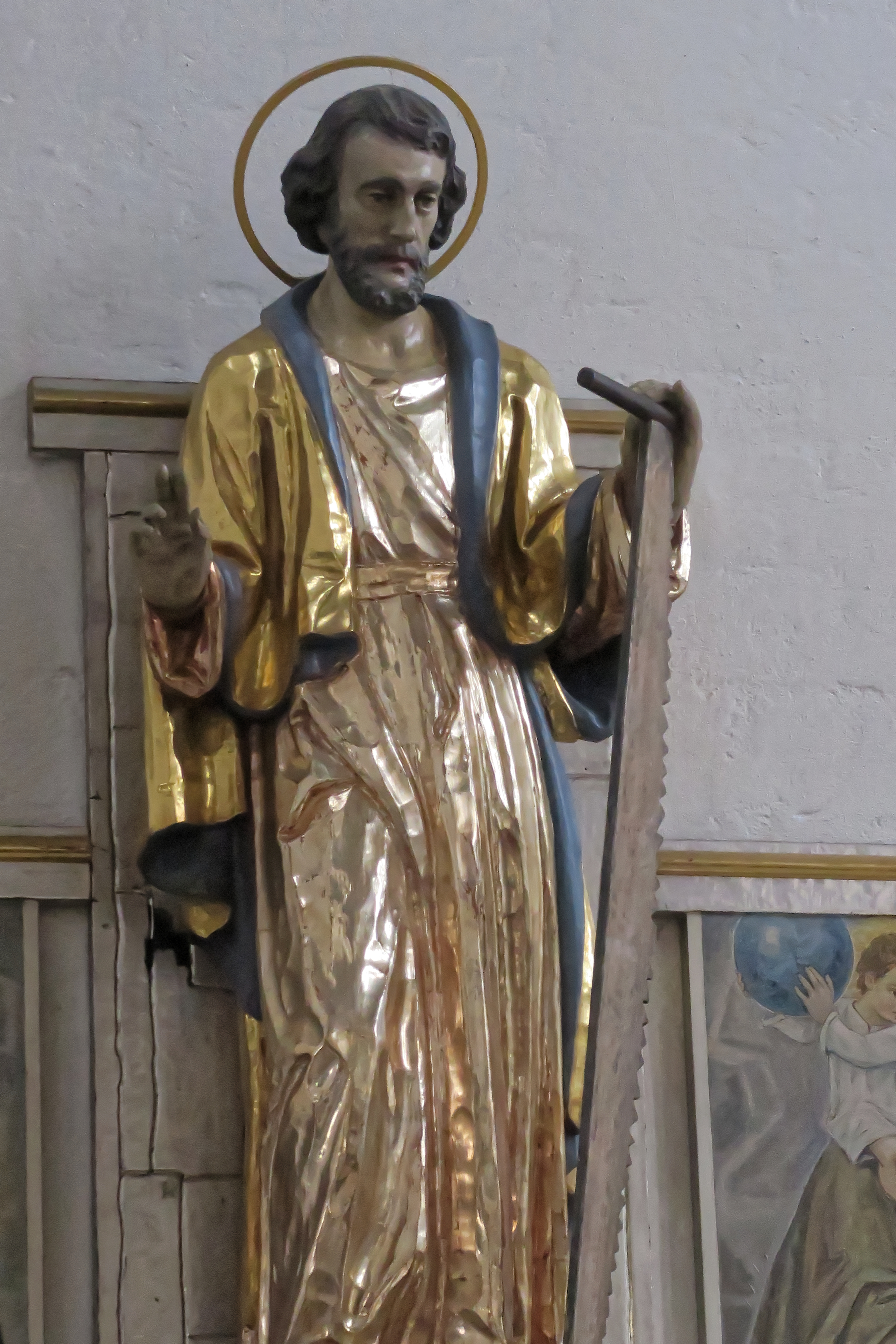
Josefsfigur von Guido Martini, 1955
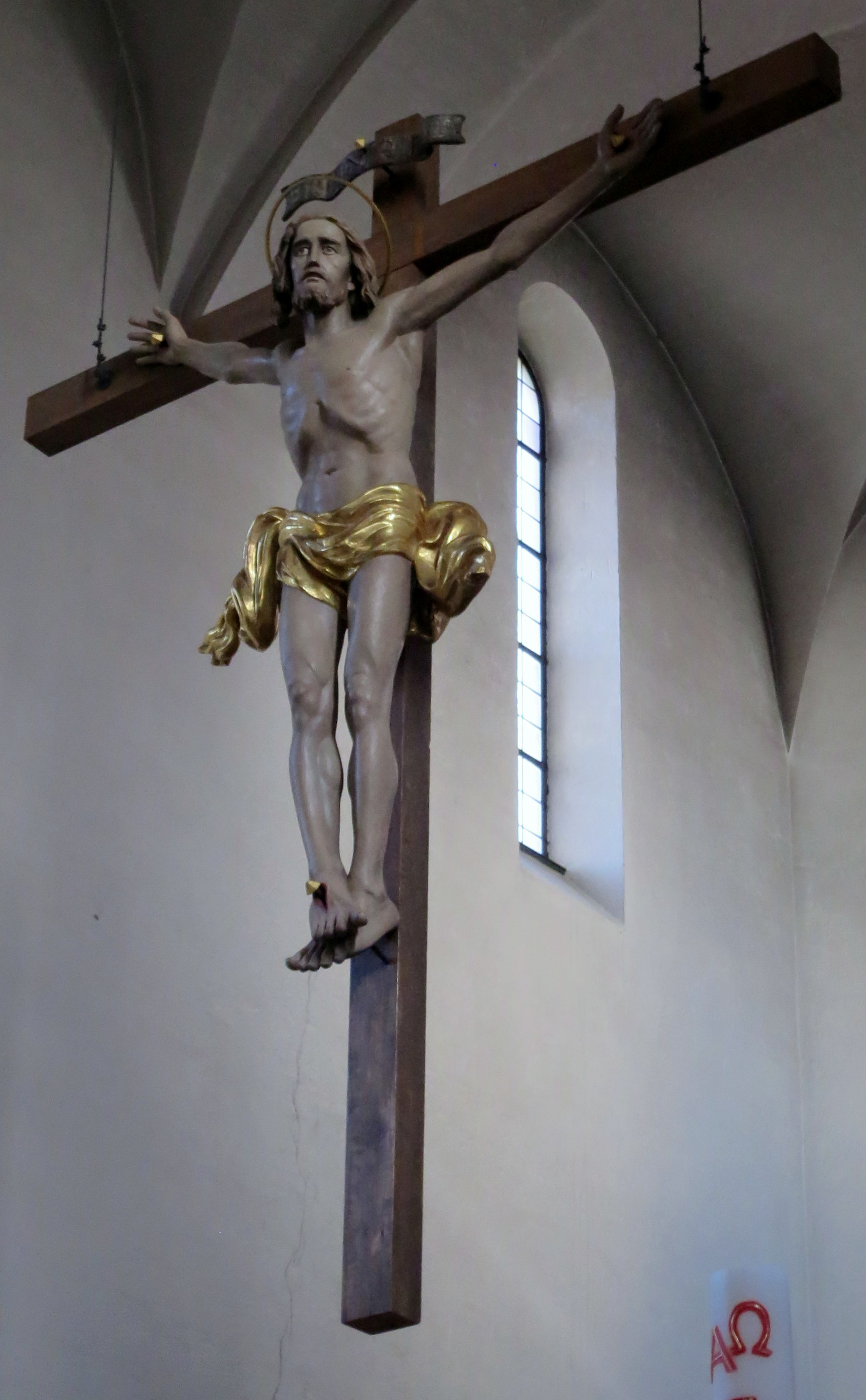
Das Chorkreuz

### Kanzel

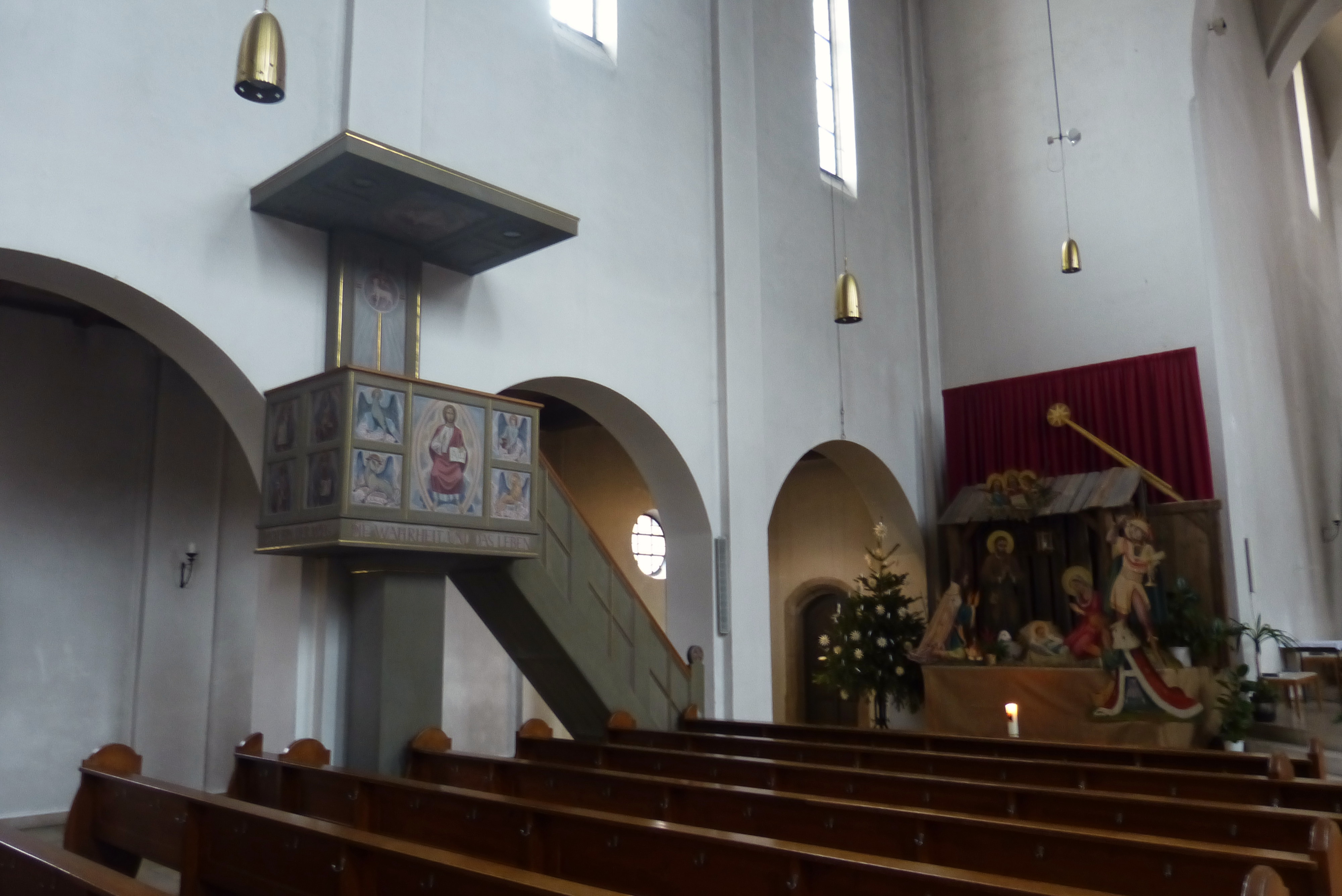
Die Kanzel

Die quaderförmige Kanzel wurde nach einem Entwurf des Architekten Kurz gebaut und von Karl Radinger künstlerisch gestaltet. Auf der Vorderseite ist Christus als „Weltenlehrer“ in einer Mandorla dargestellt. Um ihn sind die Symbole der vier Evangelisten angeordnet. Die linke (westliche) Seite der Kanzel zeigt als weitere Verkünder des Wortes Gottes Moses, Johannes den Täufer, einen nicht näher bezeichneten Propheten und Paulus von Tarsus. An der rechten (östlichen) Seite der Kanzel ist ein Osterlamm dargestellt. Auf die Unterseite des Schalldeckels malte Radinger eine Heiliggeisttaube.

### Kreuzweg
Der von Karl Radinger in gemalten Bildern gestaltete Kreuzweg befindet sich entlang der Längswände des Langhauses, in Paaren unter den Rundfenstern aufgehängt. Die einzelnen Stationen des Kreuzwegs stehen unter dem Leitgedanken: „Wer ist schuld am Tod Jesu?“ Auf allen Bildern taucht eine grünlich-dunkle, satanische Männergestalt auf. Eine zusätzliche 15. Station zeigt eine Frau, einen Mann und ein Kind, die jeweils eigene Kreuze tragen. Der auferstandene Jesus steht vor ihnen und gibt ihnen Trost.

### Seitenkapelle

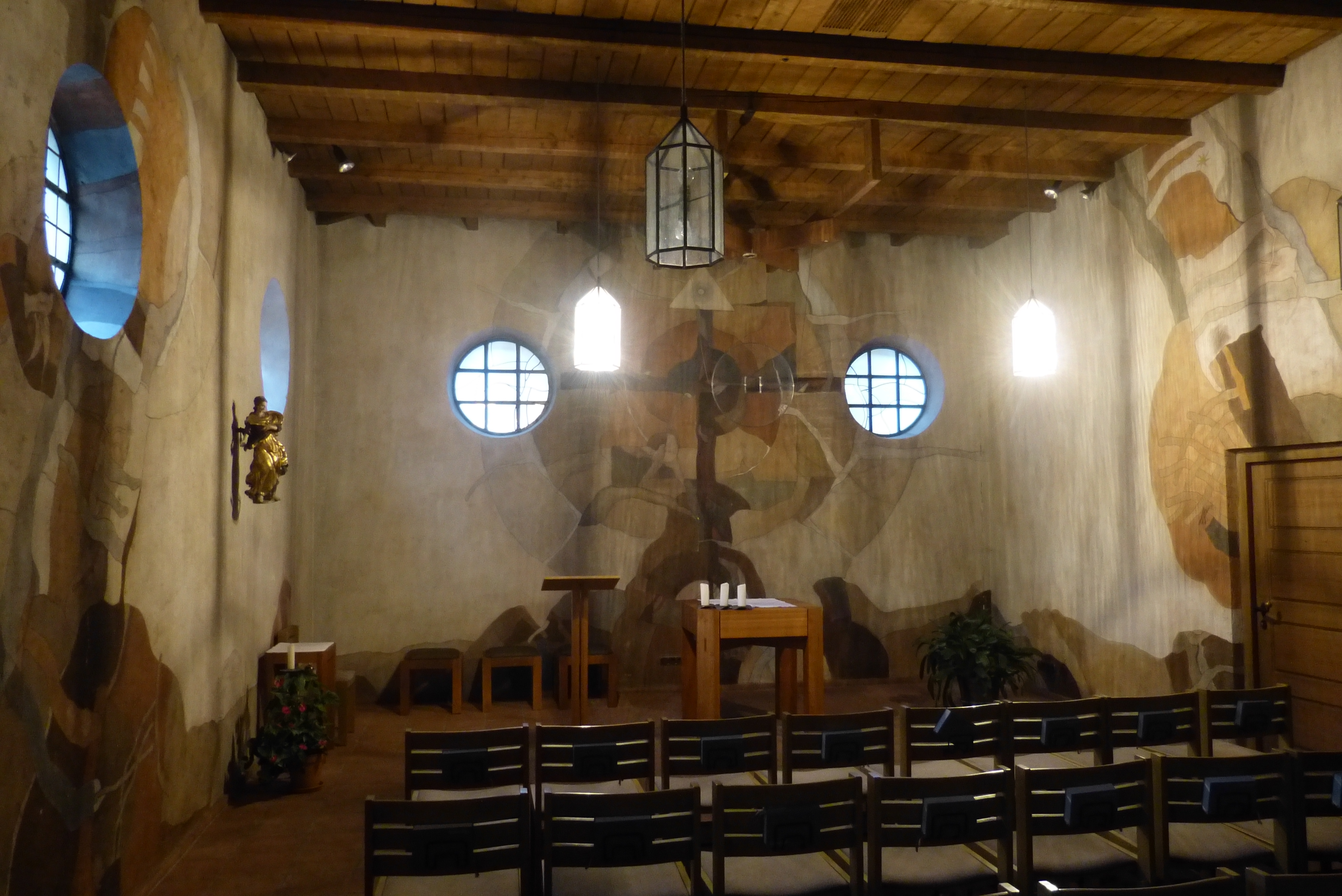
Die Seitenkapelle

Im Teil des Anbaus nördlich des Chors war ursprünglich seit dem Wiederaufbau der Kirche ein Pfarrsaal untergebracht. Dieser verlor mit der Errichtung des Pfarrheims seine Funktion und diente nur noch als Abstellraum und für die Sonntagsgottesdienste der ukrainisch-katholischen Gemeinde. Der Architekt Erwin Bernhard schuf 1981/1982 in diesem Raum eine von Georg Bernhard in Fresco-Secco-Technik unter dem Titel „Himmel und Erde“ ausgemalte Seitenkapelle im Stil eines in sich geschlossenen höhlenartigen Sakralraums.
Die in Erdfarben ausgemalte Seitenkapelle hat als zentrales Motiv der Hauptwand ein „Lebensbaumkreuz“, das auf einem Erdhügel mit Totenköpfen steht. Es symbolisiert die Überwindung des Todes in der Auferstehung. Über dem Kreuz ist das Auge Gottes und eine Heiliggeisttaube, so dass hier wieder das Motiv der Dreifaltigkeit auftaucht. Die übrigen Wände sind mit abstrakten Naturformen gestaltet, in denen sich verschiedene Tiere verbergen: ein Hase, ein Igel, eine Eidechse, eine Maus.
Über dem Altar ist schwebend eine transparente Glasscheibe aufgehängt, die die Form einer horizontal zweigeteilten Kreisscheibe mit einem quadratischen Loch in der Mitte hat. Der geteilte Kreis ist ein griechisches Symbol für Himmel und Erde und das quadratische Loch symbolisiert ein Opfer.
An den Wänden der Seitenkapelle befinden sich drei Statuen, die älteren Datums sind. Eine Statue der Jungfrau Maria, als „Immaculata Conceptio“ auf eine Schlange tretend, an der linken Seitenwand stammt vermutlich noch aus der alten Kriegshaberer Dorfkapelle. Die dazugehörige Josefsfigur ist verschollen. An der rechten Seitenwand sind zwei Evangelistenstatuen angebracht, geschnitzt von dem Münchner Bildhauer Oswald Hofmann. Diese zwei der ursprünglich vier Statuen der früheren Kanzel der Kirche haben den Bombenangriff überlebt. Sie wurden abgelaugt und hier montiert.

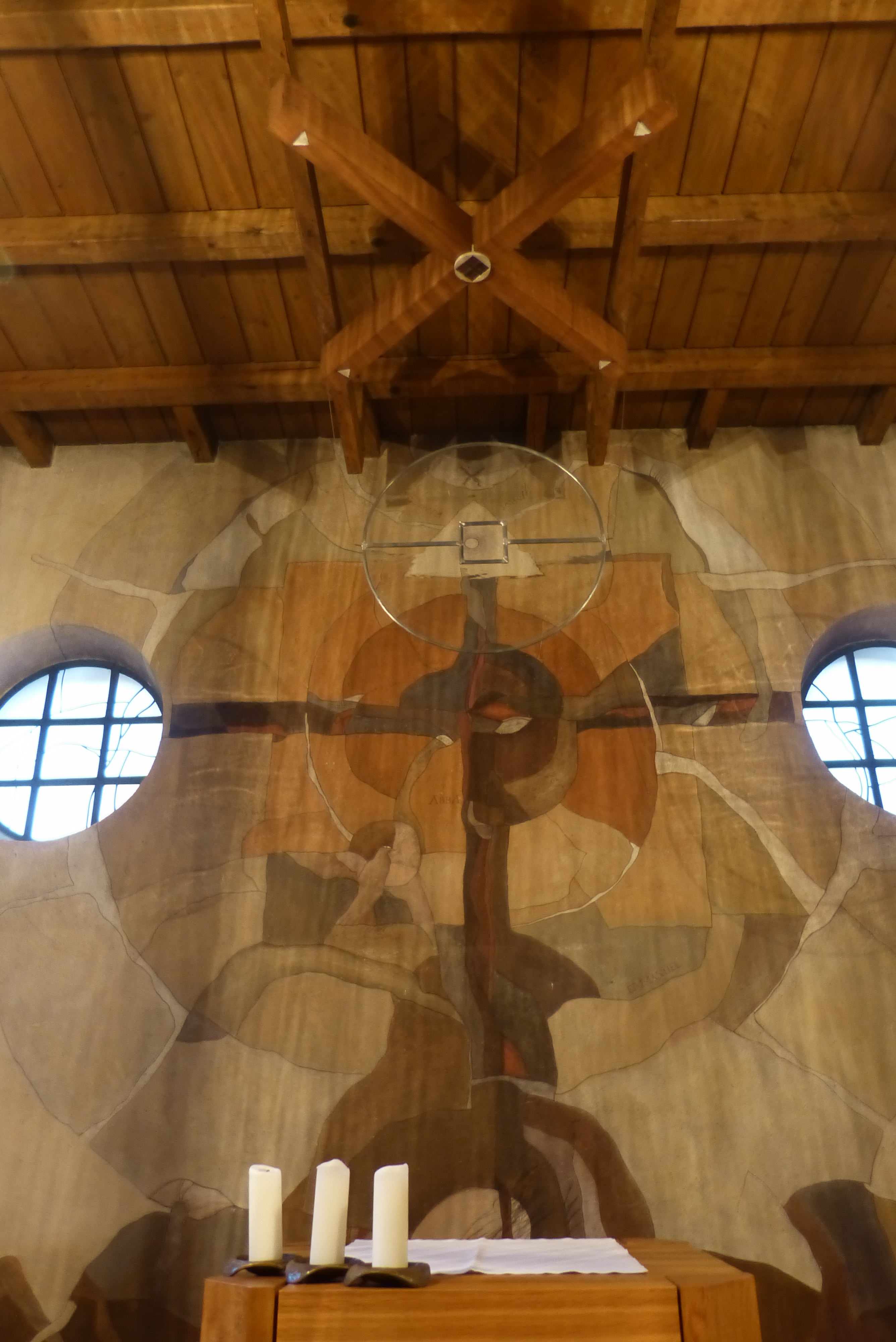
Das Lebensbaumkreuz
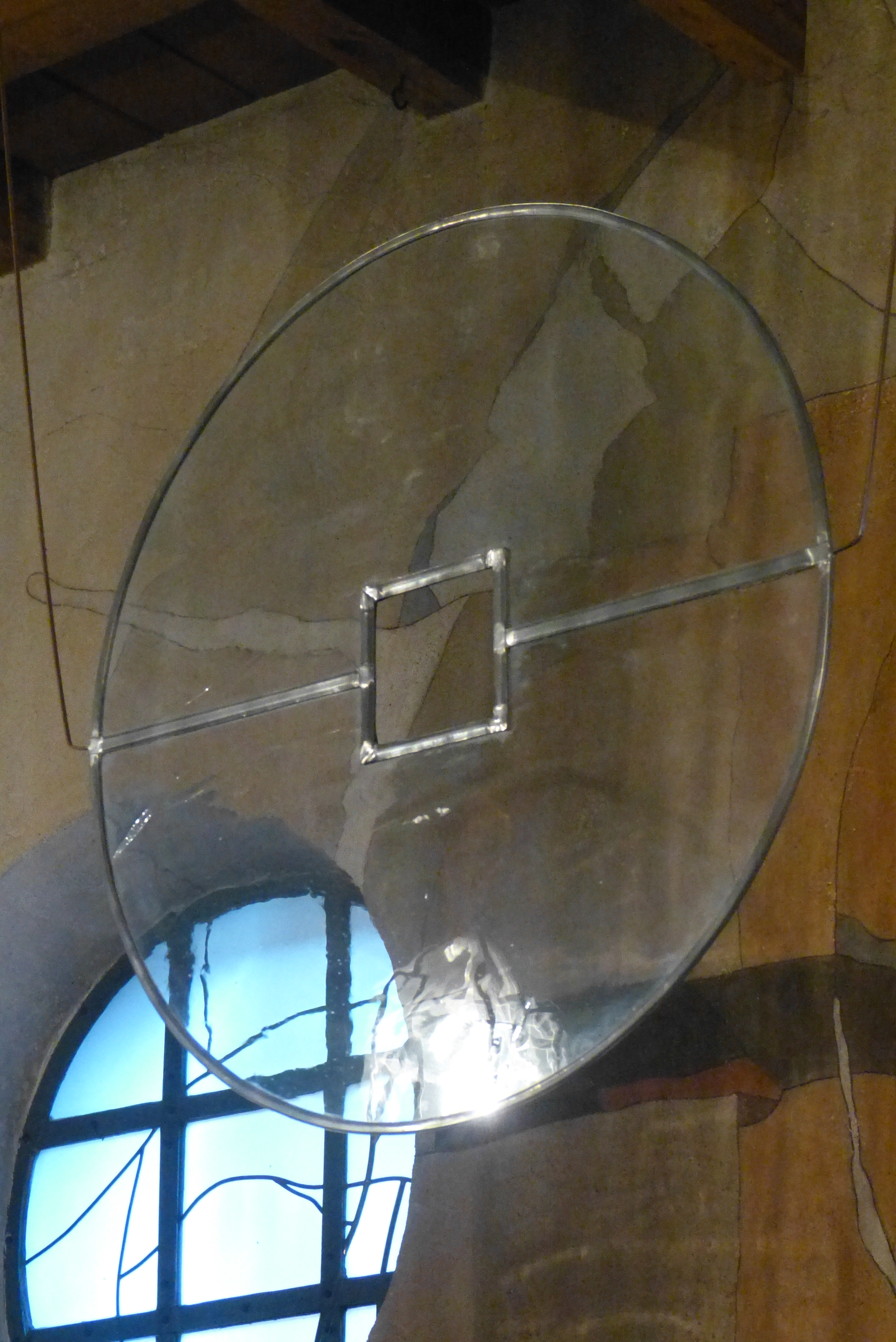
Glasscheibe über dem Altar der Seitenkapelle
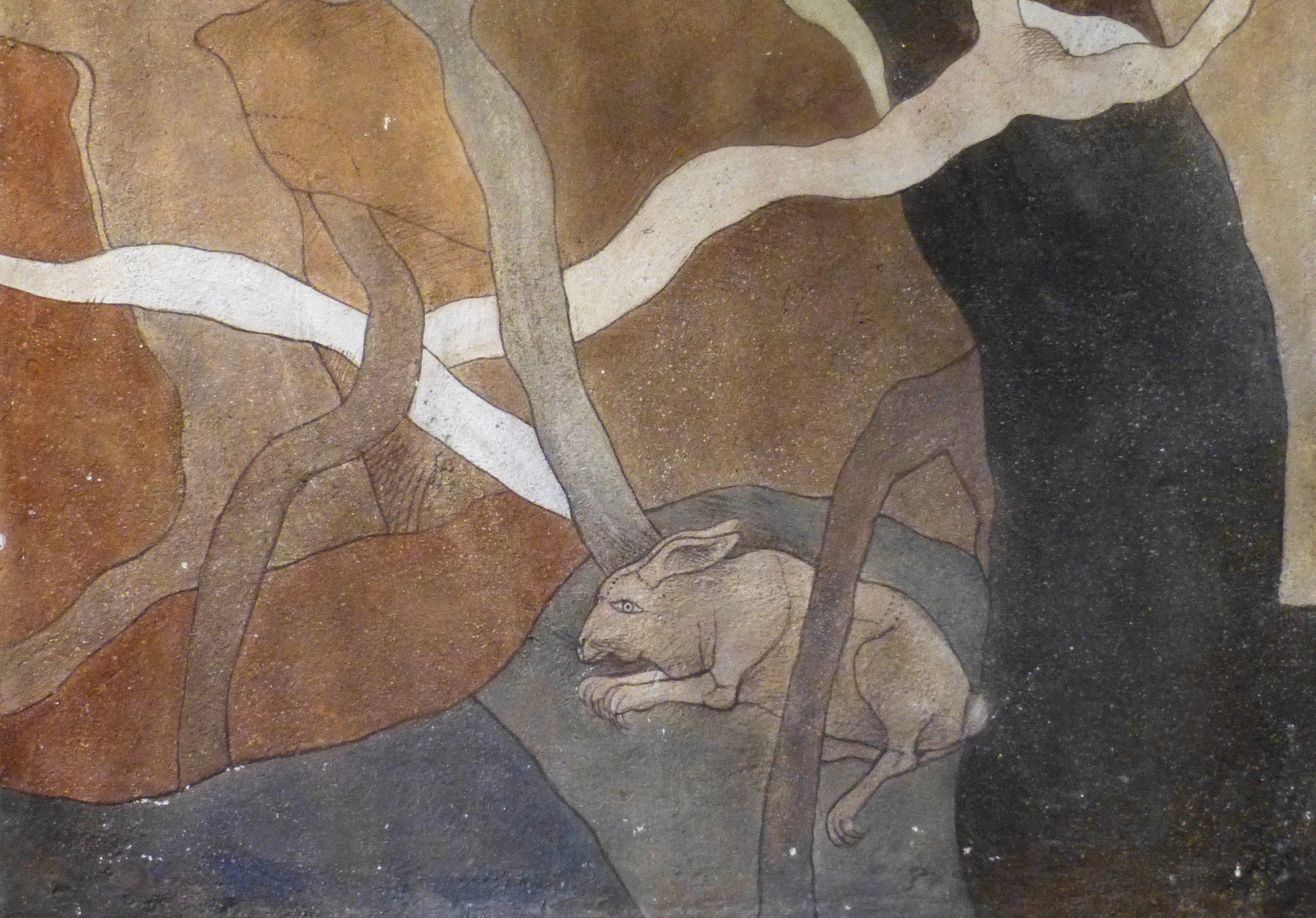
Hase im Wandfresko
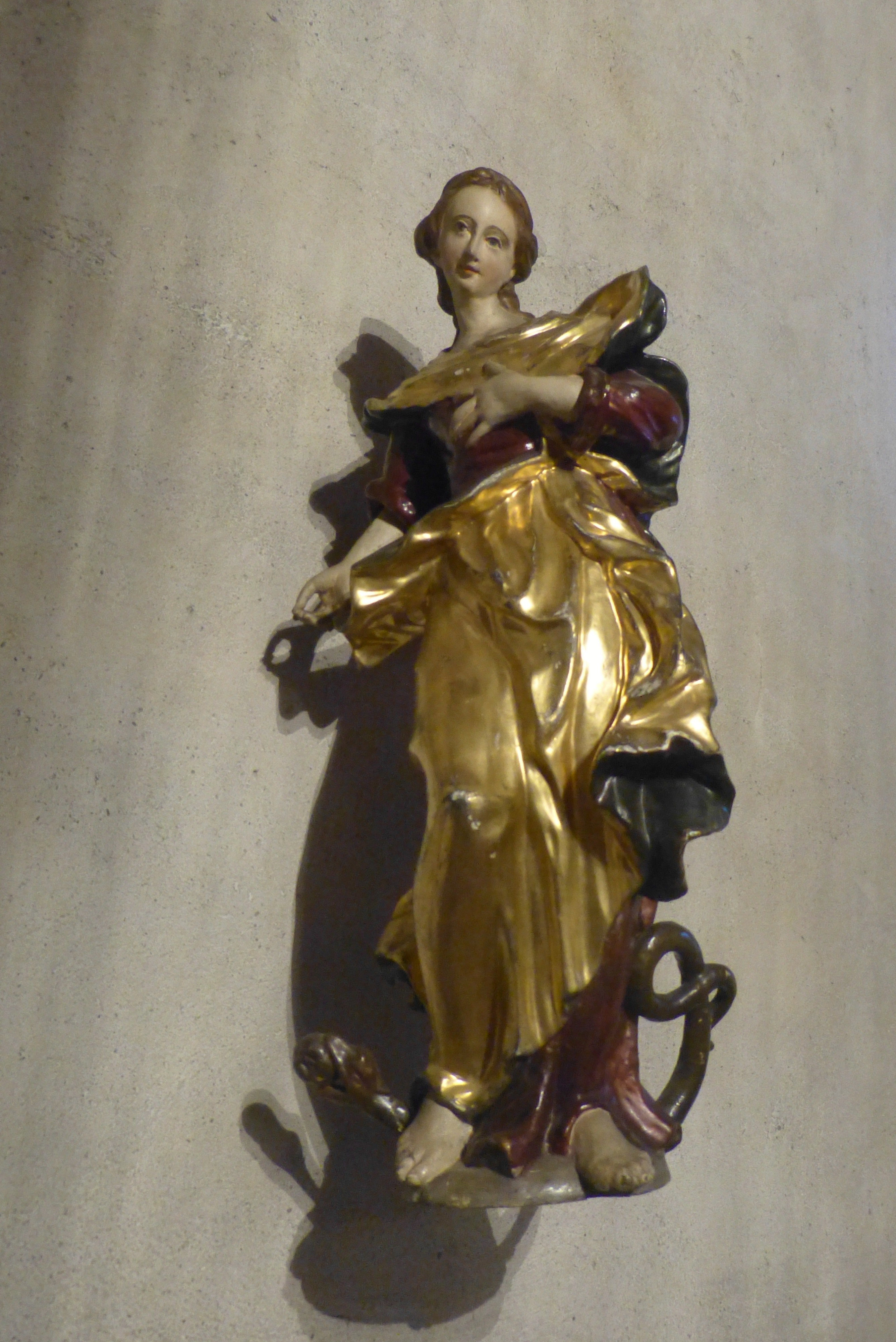
Statue der Jungfrau Maria als „Immaculata Conceptio“
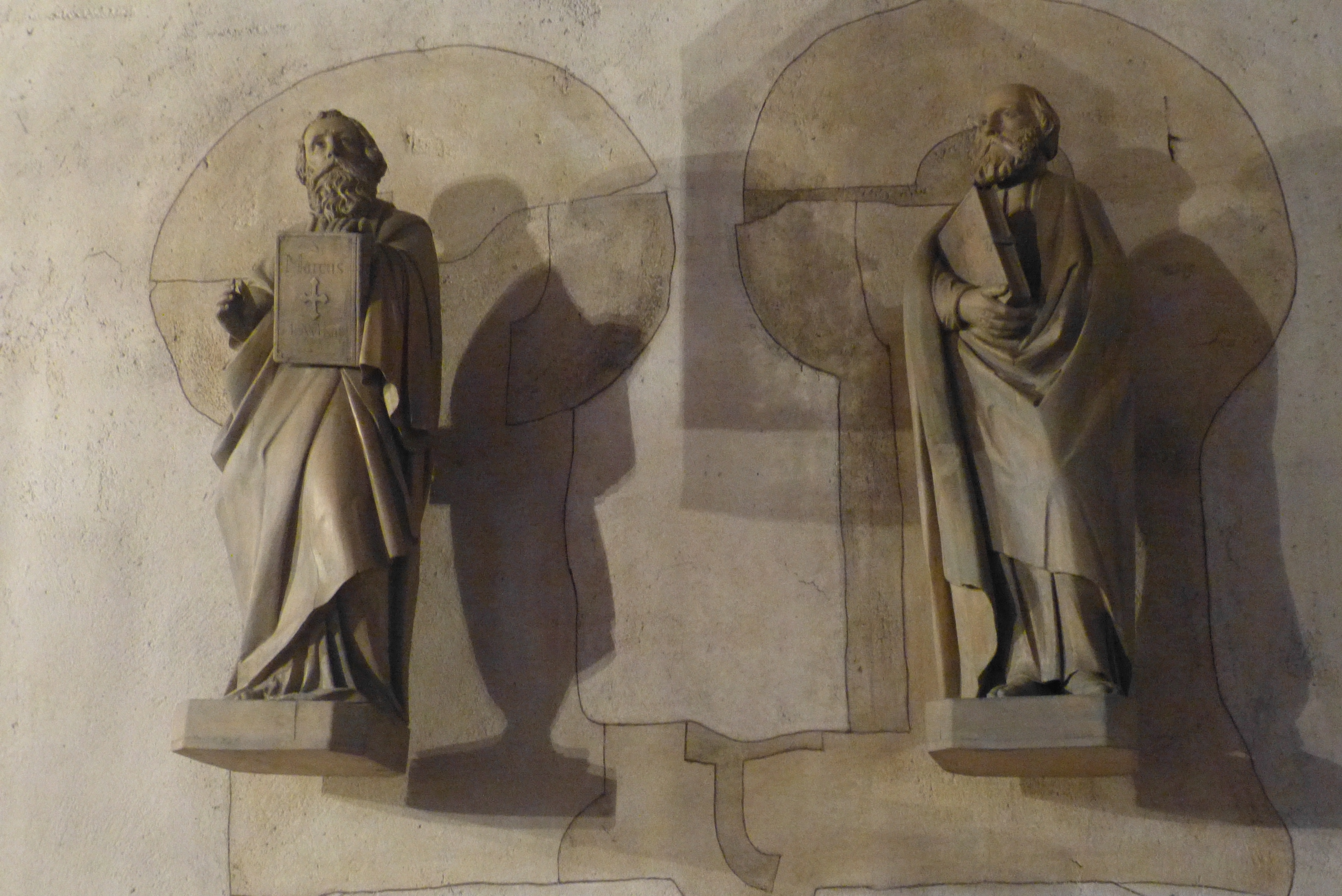
Abgelaugte Figuren der Evangelisten Markus und Lukas

### Lourdes-Kapelle
Die Lourdes-Kapelle befindet sich außerhalb des Kirchengebäudes im Westen des Eingangsportals. Das halbrunde, offene, grottenartig gestaltete Bauwerk spielt auf die Erscheinungsgrotte von Lourdes an.

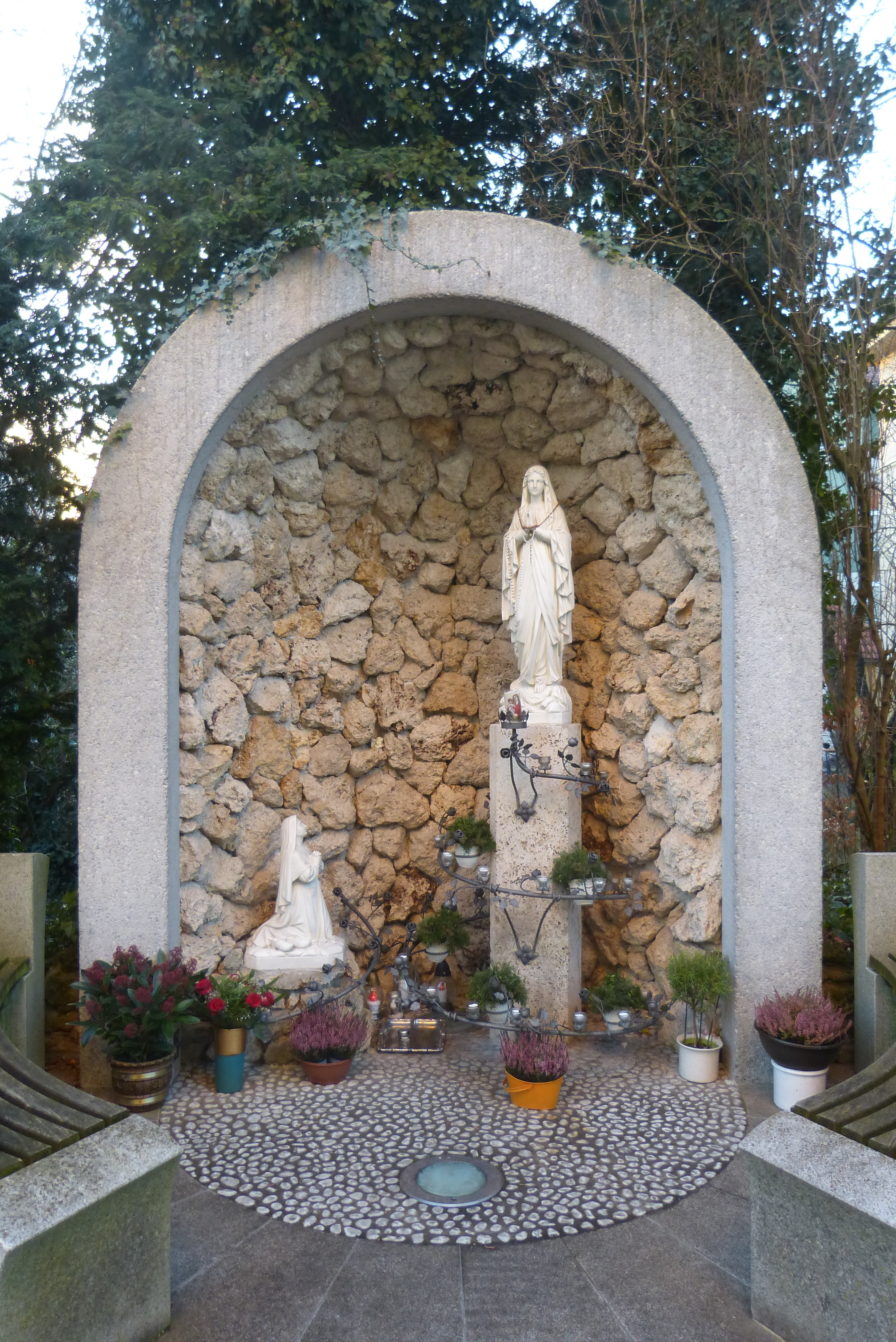
Die Lourdes-Kapelle, 2018

## Orgel

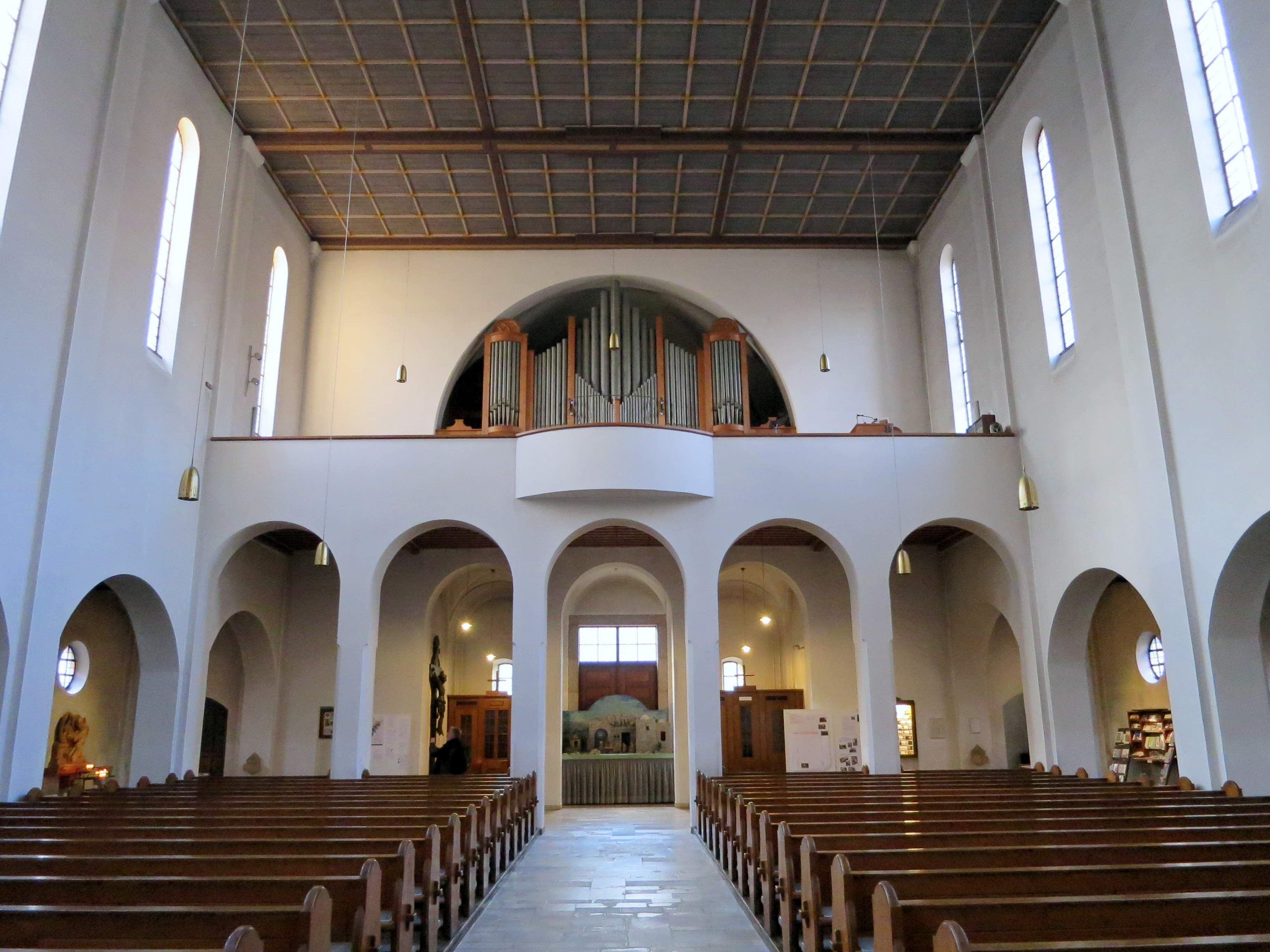
Blick zur Orgelempore

Die erste Orgel der Dreifaltigkeitskirche stammte aus der Werkstatt des Mindelheimer Orgelbauers Othmar Sauter. Das 1852 erbaute Instrument wurde 1872 in gut erhaltenem Zustand nach Hendungen in Unterfranken verkauft.

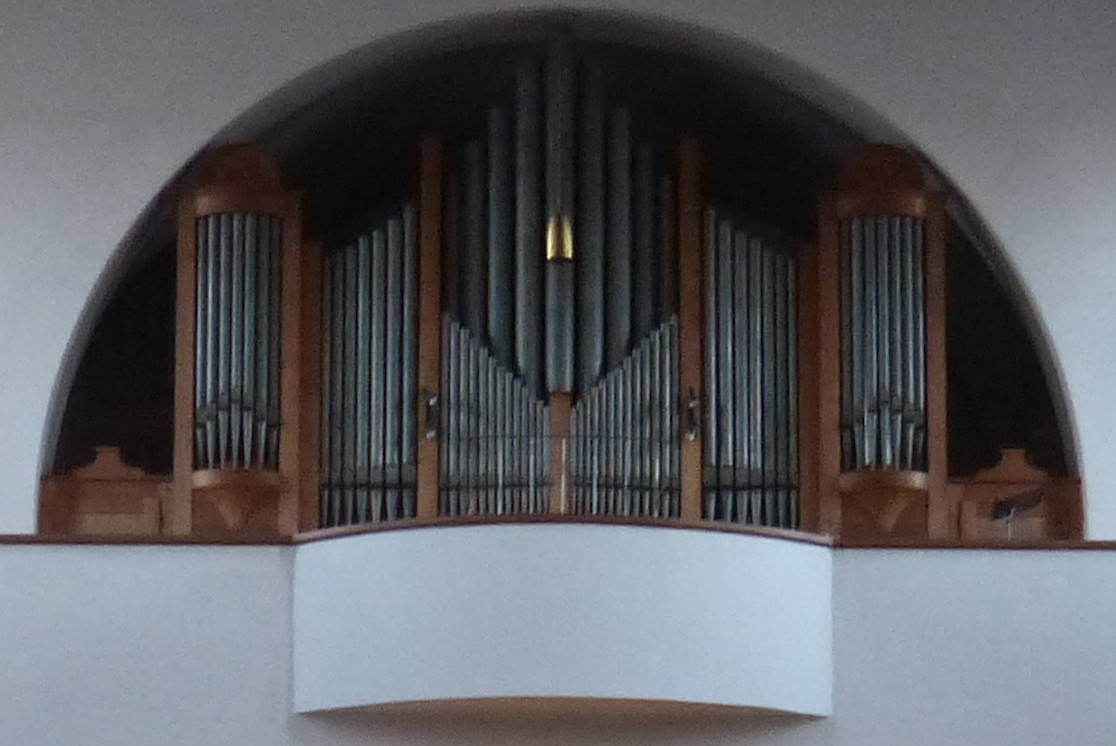
Die Steinmeyer-Orgel

Als Nachfolgeinstrument wurde im November und Dezember 1872 auf der oberen der beiden Emporen eine Orgel des Münchner Orgelbauers Joseph Frosch mit zwölf Registern und einem Koppelregister eingebaut. Im Jahr 1898 wurde dieses Instrument von Josef Mühlbauer repariert, der damals den von Joseph Anton Bohl gegründeten Augsburger Orgelbaubetrieb Offner übergangsweise leitete. Mühlbauer ergänzte die drei Register Salicional, Gamba und Violabaß.
Im Jahr 1935 erhielt die Kirche eine gebrauchte Orgel mit 24 Registern und elektrischen Trakturen, eingebaut durch die Firma Steinmeyer, deren Disposition auf zwei Manuale verteilt war. Im Zweiten Weltkrieg wurde dieses Instrument zerstört.
Die Oettinger Orgelbaufirma Steinmeyer erhielt nach Kriegsende den Auftrag, eine neue Orgel für die Dreifaltigkeitskirche zu bauen. Die Firma konzipierte mit ihrem Opus 1793 ein dreimanualiges Werk mit 39 Registern. Wohl aufgrund finanztechnischer Probleme wurde dieses Werk in zwei Bauabschnitten aufgestellt: Im Jahr 1950 wurde als Provisorium zunächst ein einmanualiges Hauptwerk mit zehn klingenden Registern und Pedal in das neuerrichtete Orgelgehäuse eingebaut, dessen Prospekt der Kirchenarchitekt Michael Kurz entworfen hatte. Mit einem geliehenen Spieltisch wurde die Orgel spielbar gemacht. Der Ausbau zu dem geplanten vollständigen Instrument mit einem zusätzlichen Schwellwerk und einem Positiv, mit weiteren 27 Registern und einem fahrbaren Spieltisch erfolgte im Jahr 1958. Als Spielhilfen verfügt die Orgel über 6 Koppeln, zwei freie Kombinationen, eine Walze und einen Jalousieschweller. Das Taschenladen-Instrument hat elektro-pneumatische Trakturen.

## Glocken
Über die ersten Glocken der Kirche ist nichts bekannt. Nach dem Wiederaufbau der Kirche wurden 1954 vier neue Glocken installiert.

## Friedhof
Der 1858 eingeweihte Friedhof wurde 1893 vergrößert. 1903 wurde eine Friedhofshalle hinzugefügt. Es gibt keinen direkten Weg von der Kirche zum Friedhof, da dazwischen das denkmalgeschützte Ensemble „Ehemalige Judensiedlung“ mit Wohnhäusern und der ehemaligen Synagoge liegt.
Nach dem Krieg schuf Karl Radinger eine Pietà am Ehrenmal für die Gefallenen auf dem Friedhof. Die in Kriegshaber stationierten Amerikaner stifteten 1966 ein weiteres Werk Radingers, das Mosaikbild Auferstehung der Toten an der Trauerhalle des Friedhofs. Im Jahr 2014 wurde die baufällig gewordene Trauerhalle des Friedhofs abgerissen und durch einen Neubau ersetzt. Das Mosaikbild wurde eingelagert.

## Pfarrhaus

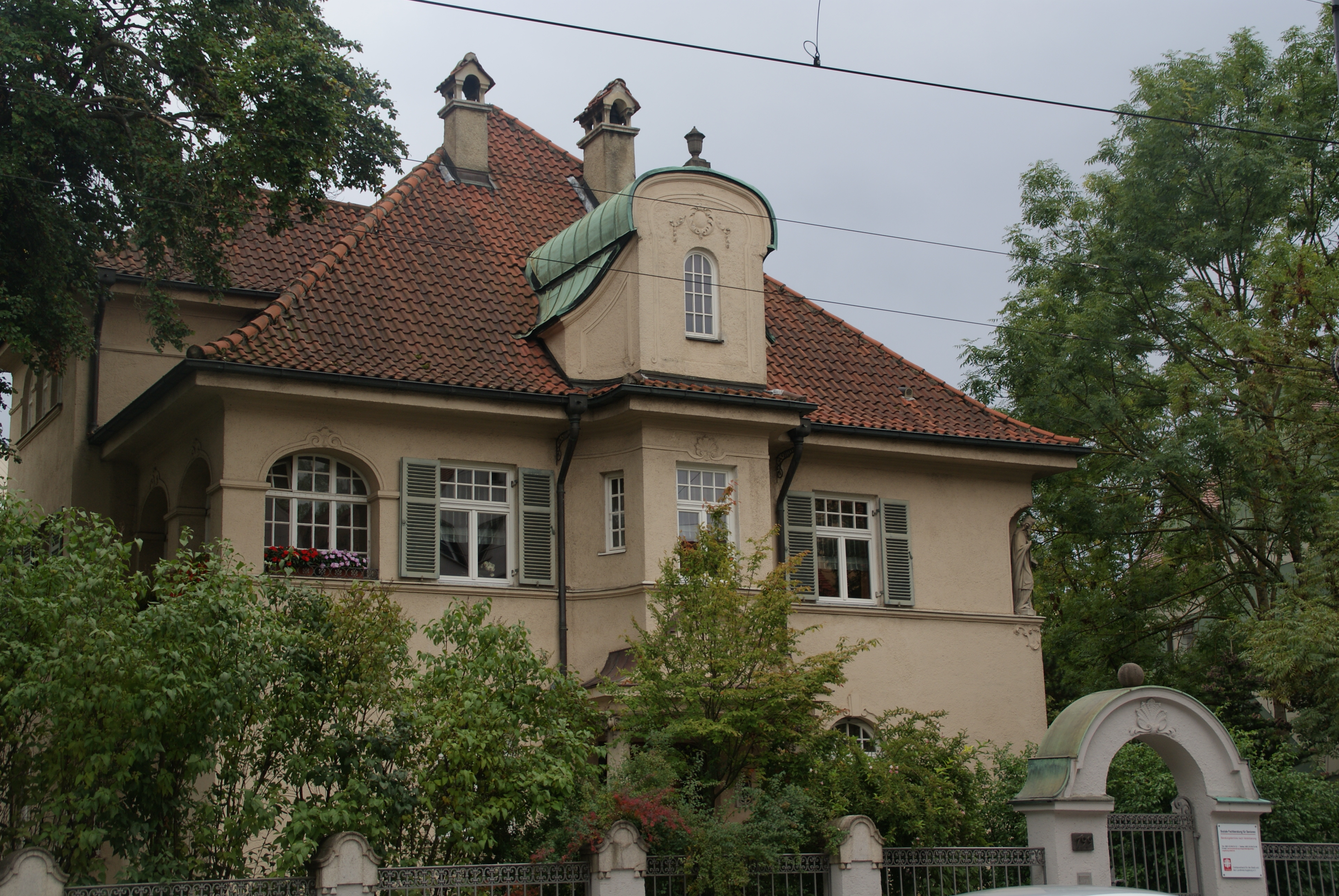
Pfarrhaus von 1914

Das 1862/1863 erbaute ursprüngliche Pfarrhaus erwies sich als zu klein und unpraktisch. Es wurde daher 1913 abgerissen und durch einen Neubau ersetzt. Diesen schuf 1914 der Augsburger Bezirksbaumeister Clemens Gaugenrieder. Das neue größere Pfarrhaus ist ein barockisierender Walmdachbau. In einer Ecknische des oberen Stockwerks befindet sich eine Figur des Heiligen Ulrich von Augsburg.
Im Inneren erhielt das Gebäude eine prächtige Ausstattung im Jugendstil. Im Sitzungszimmer befinden sich die Altarbilder der früheren Seitenaltäre der Kirche.
Das Pfarrhaus entging der Kriegszerstörung.

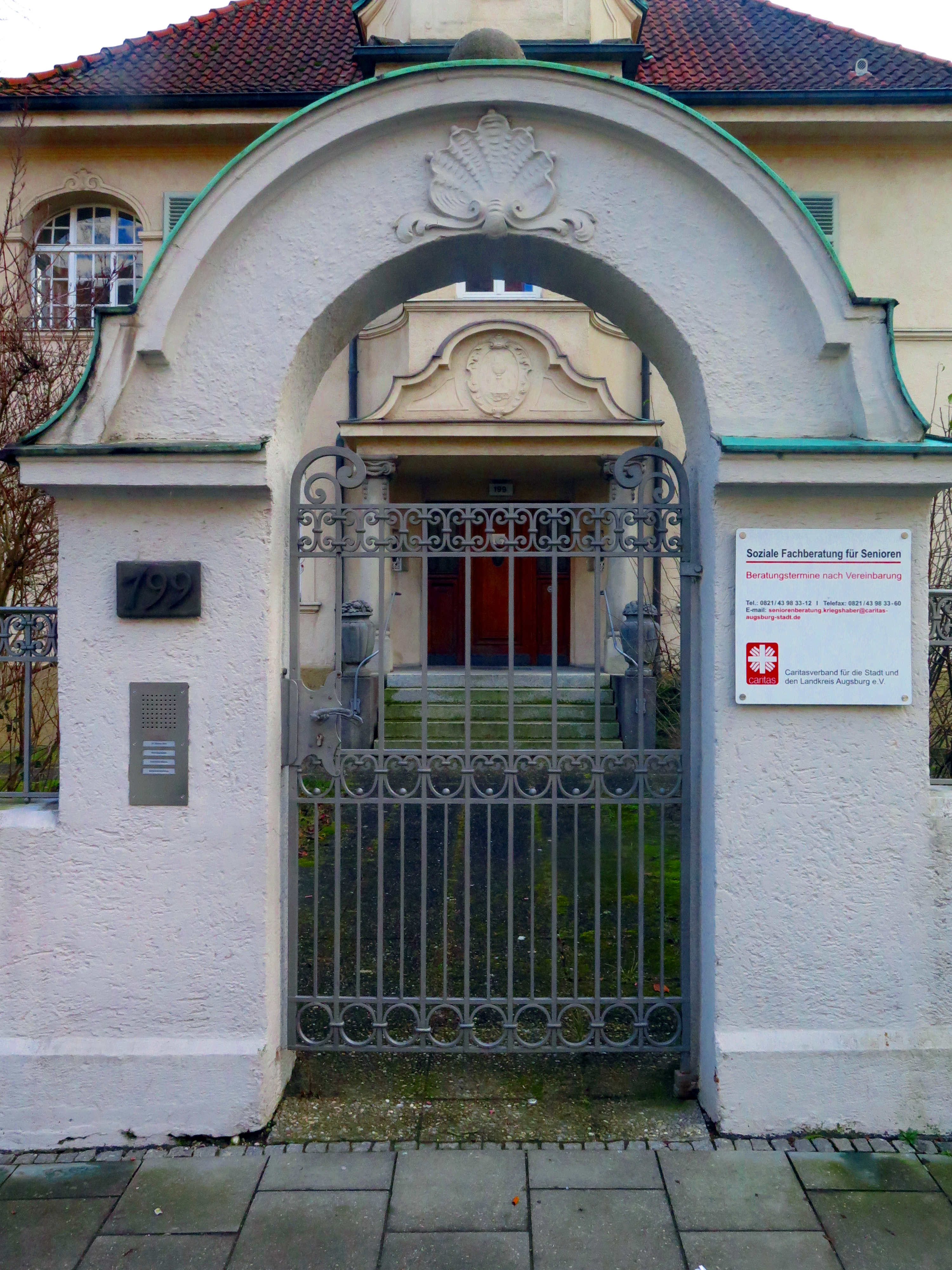
Tor zum Pfarrhaus
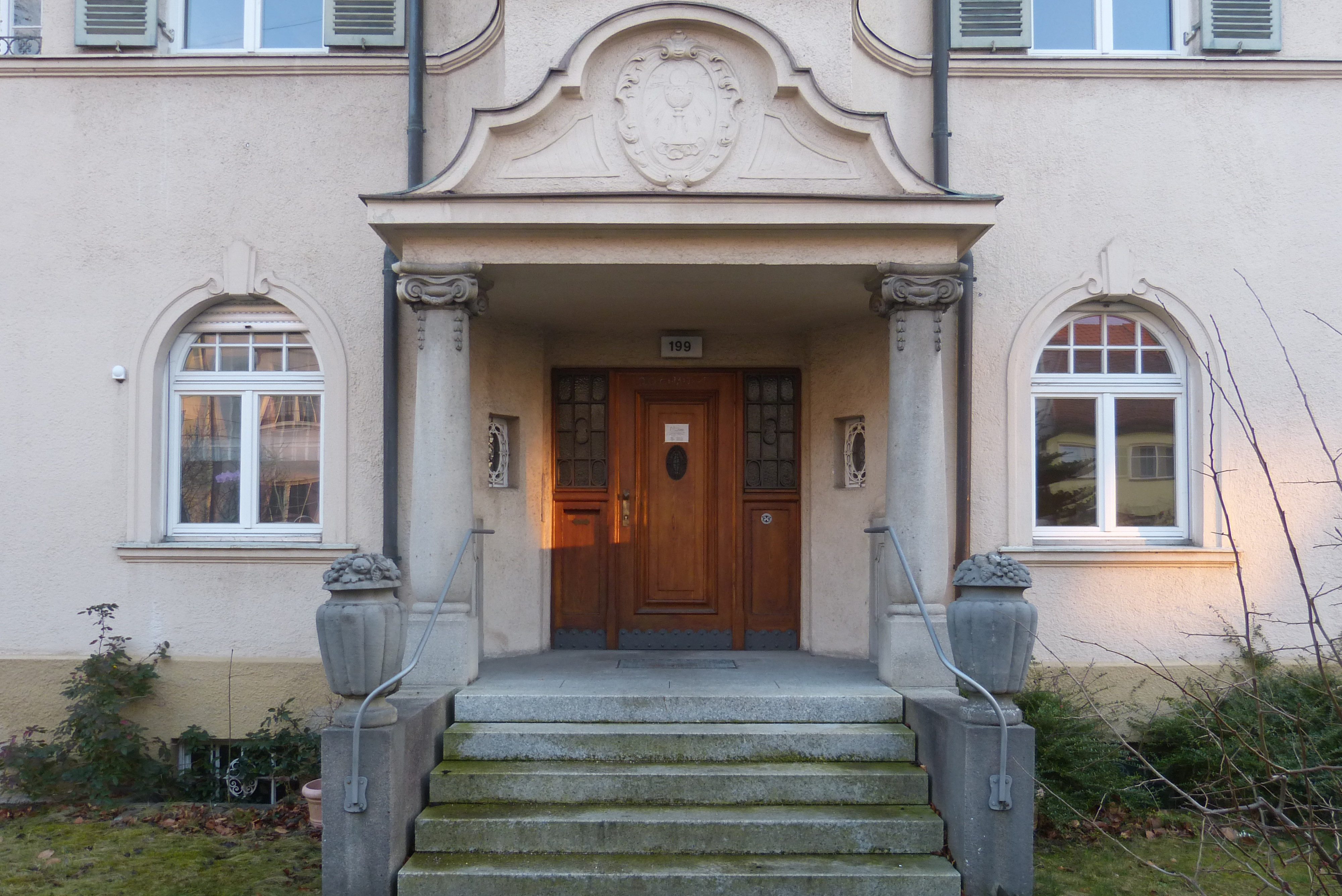
Eingangsportal
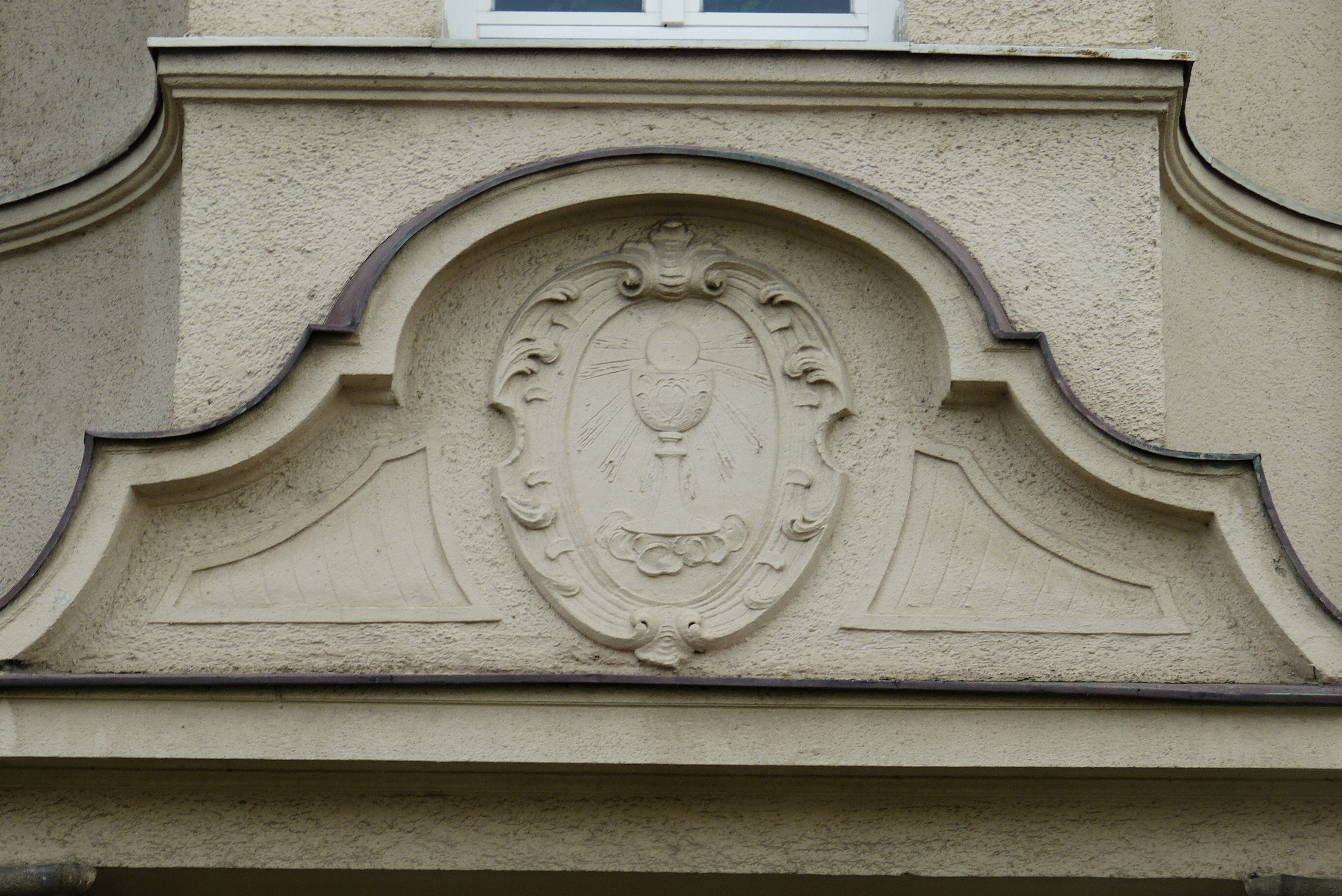
Fassadendetail über dem Eingangsportal
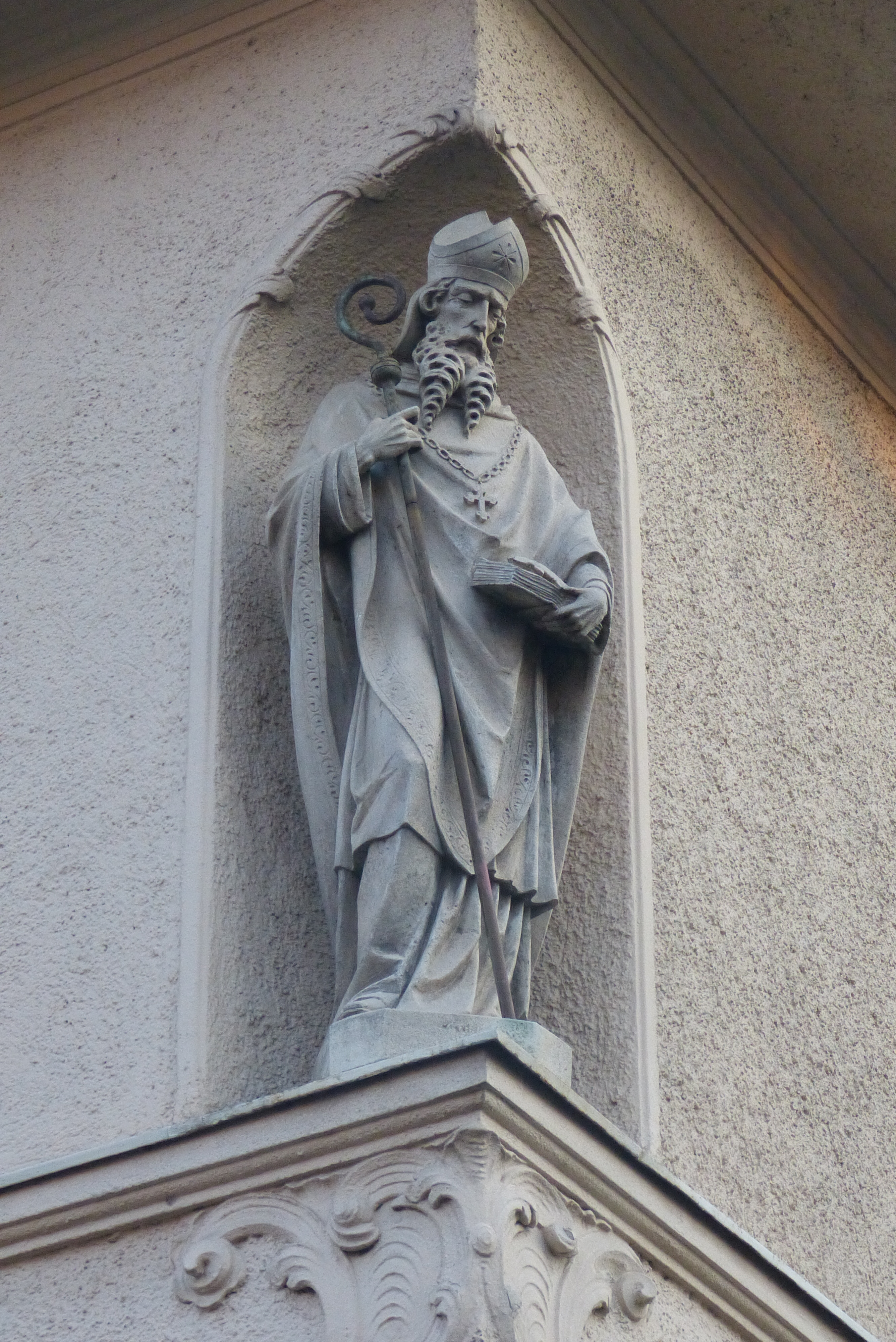
Ulrichsfigur
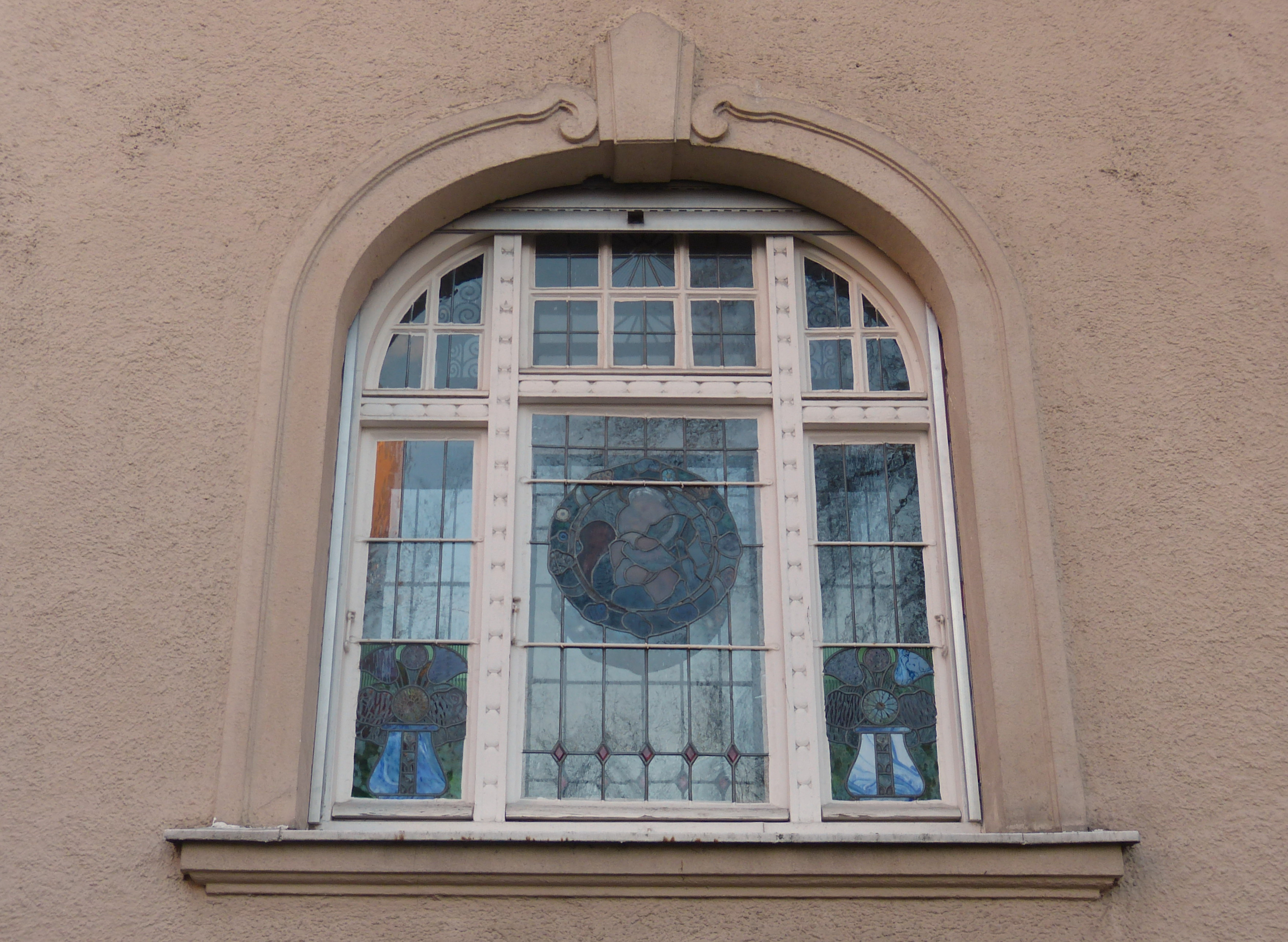
Fenster

## Pfarrheim
1967 erfolgte der Bau eines Pfarrheims nordöstlich der Dreifaltigkeitskirche. Es wurde 1984 renoviert und bietet folgende Räume:
- Großer Saal (bis 140 Personen) und geräumiger Küche
- Kleiner Saal (bis 50 Personen) und Küche
- Sitzungszimmer (bis 30 Personen)
- „Stüble“ (bis 25 Personen)
- Kegelbahn (bis 15 Personen)

Pläne der Kirchenverwaltung, das Pfarrheim und das ehemalige Mesnerhaus abzureißen, um an deren Standort ein Hospiz zu erbauen, führten im Jahr 2015 zu Protesten der Gemeinde. Aufgrund dessen wurden die Pläne geändert und stattdessen 2017 das Pfarrheim von St. Martin an der Zirbelstraße in Oberhausen für den Neubau des Hospizes abgerissen.

## Denkmalschutz
Die Kirche Heiligste Dreifaltigkeit steht unter Denkmalschutz und ist unter dem Aktenzeichen D-7-61-000-1010 in der Denkmalliste des Bayerischen Landesamtes für Denkmalpflege enthalten. Auch das benachbarte Pfarrhaus mit der Adresse Ulmer Straße 199 ist ein geschütztes Baudenkmal (Aktenzeichen D-7-61-000-1011).